# Amerikaanse Burgeroorlog

Unie-vlag die tijdens de aanval op Fort Sumter werd gehesen

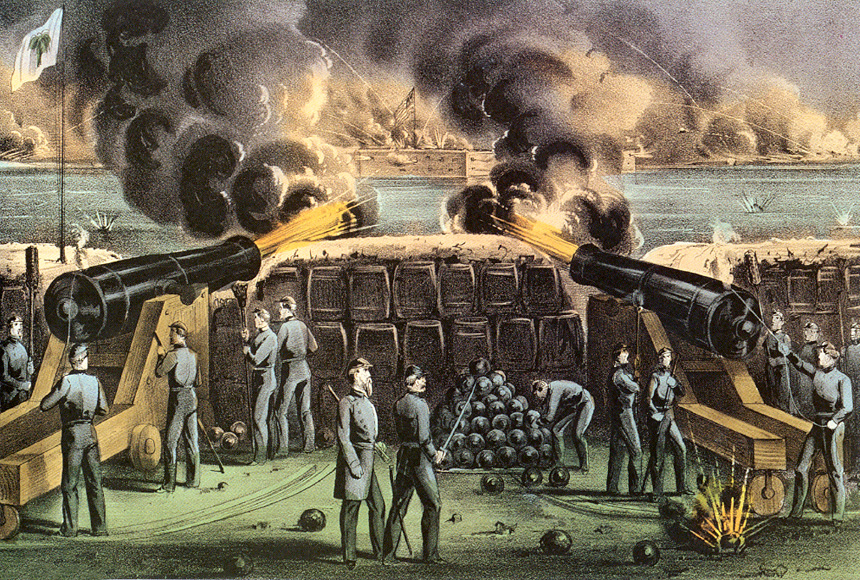
Aanval op Fort Sumter

De Amerikaanse Burgeroorlog (Engels: American Civil War, ook wel War Between the States ) was een vier jaar durend conflict van 1861 tot 1865 in de Verenigde Staten tussen de Noordelijke Staten (de Unie) ofwel de Noorderlingen en de Zuidelijke Staten (de Confederatie) ofwel de Zuiderlingen. In vele staten vonden bloedige veldslagen en veldtochten plaats. De oorlog begon met een aanval door de Confederatie op Fort Sumter op 12 april 1861. De Slag om Bull Run op 21 juli 1861 was de eerste grote veldslag. De oorlog was feitelijk voorbij na de overgave van generaal Robert E. Lee na de Slag om Appomattox begin april 1865. De laatste veldslag werd geleverd op 13 mei 1865 bij Palmito Ranch in Texas. In juni gaf het Zuiden zich over en wonnen de Noordelijken. Er vielen naar schatting 695.027 doden en 543.926 gewonden.

## Oorzaken

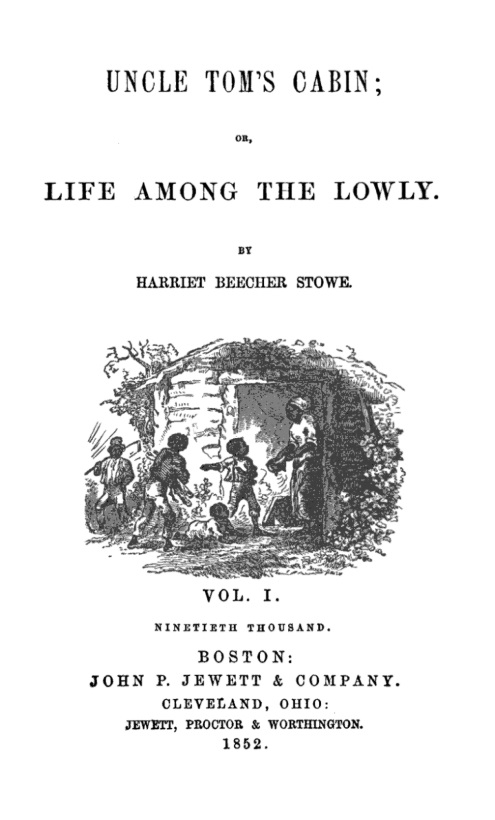
Het boek De hut van Oom Tom was van invloed op de slavernij-discussie

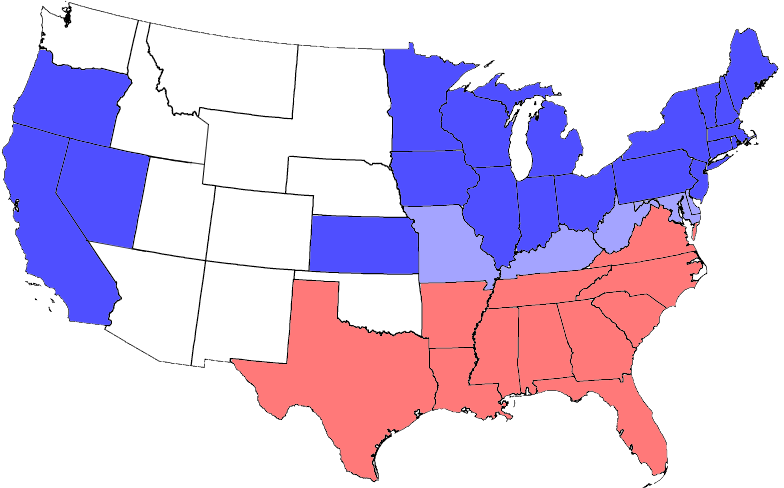
Noordelijke Staten
Zuidelijke Staten
Grensstaten
Territories

Historici zijn het erover eens dat slavernij de belangrijkste oorzaak van de burgeroorlog was. Daarnaast waren er nog andere oorzaken aan de basis: politieke spanningen tussen de federale regering en de deelstaten; tussen Republikeinen en Democraten; economische spanningen tussen het industriële Noorden en het agrarische Zuiden of het protectionisme versus de vrijhandelsgedachte en de sociale spanningen door de Zuidelijke slavernij en het grootgrondbezit versus de Noordelijke kleine landbouwers. Ook was er een registratiewet waar de Zuidelijke staten het niet mee eens waren.

### Slavernij
In de Zuidelijke Staten werkten slaven in de suikerrietteelt en op katoen- en tabaksplantages. Die leverden de katoen voor de Britse textielindustrie en sommigen wensten ook slaven te kunnen houden op plantages in de nieuw te ontginnen staten. Vanaf het einde van de 18e eeuw kwam er steeds meer protest tegen slavernij. De Act Prohibiting Importation of Slaves verbood sinds 1808 de invoer van nieuwe slaven uit Afrika. Verkoop van binnen de VS geboren slaven was nog wel mogelijk. Slavenbezitters waren daardoor vaak aangewezen op de natuurlijke aanwas van hun bestand en dwongen de vrouwen om kinderen te baren. In 1819 zorgde een regeling ervoor dat staten ten noorden van de 36°30' breedtegraad geen slaven meer mochten houden. Staten ten zuiden van deze breedtegraad mochten dat nog wel. Vanaf 1830 verscheen in het Noorden van de VS het blad Liberator met propaganda voor het abolitionisme, het streven naar de afschaffing van de slavernij. Het werkte de Zuiderlingen zodanig op de zenuwen dat zij de jacht openden op de abolitionisten en hun geschriften verbrandden. De noordelijke staten waren volgens de federale wetten verplicht ontsnapte slaven uit te leveren en premiejagers toe te laten om ontsnapte slaven op te sporen. Daarnaast werden regelmatig burgers, met donkere huidskleur, ontvoerd en verkocht in de slavenstaten. Het gedachtegoed blokkeerde bovendien alle politieke mogelijkheden, niemand wilde zijn vingers aan het probleem branden. Het Britse Rijk schafte de slavernij in 1833 af na kritiek uit religieuze én economische hoek. Zo stelde Adam Smith dat een vrije arbeider productiever was dan een slaaf en dat ondernemers met slaven niet innoveren. De slavernij kwam in het Noorden in 1860 niet meer voor, omdat het systeem niet langer bestand bleek tegen het gebrek aan rendement.

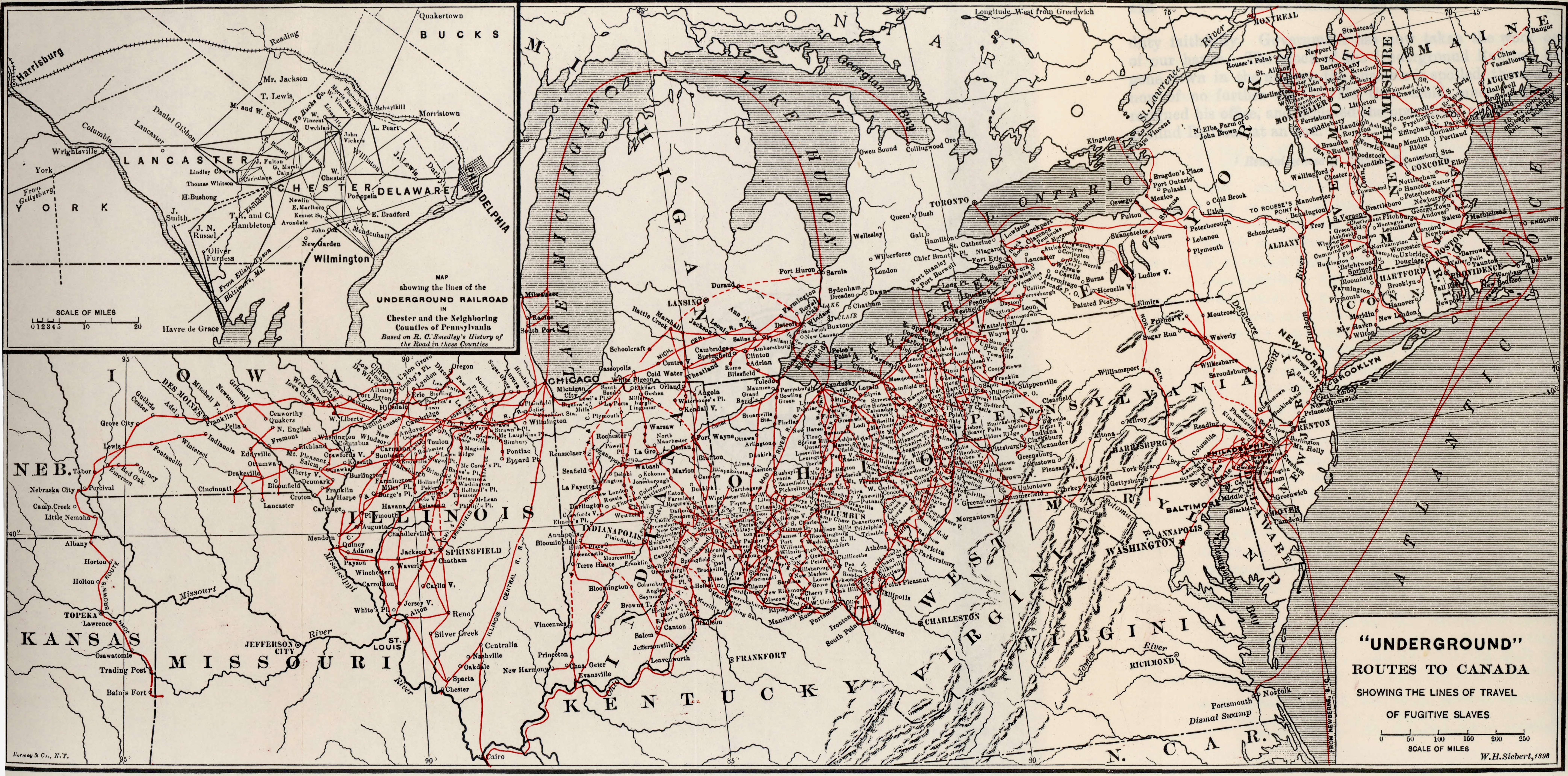
Underground Railroadroutes

#### De Underground Railroad
Het Noorden vond de slavernij ook steeds meer moreel verwerpelijk. De Quakers zetten de Underground Railroad op om weglopers te helpen. Dit geheime ontsnappingsnetwerk gebruikte codetaal uit het spoorwegjargon. Een 'conducteur' was een helper onderweg en een 'station' een veilige plaats. Slaven reisden vooral 's nachts en per boot omdat de pakkans op de rivieren lager was. Premiejagers achtervolgden hen als bloedhonden langs honderden kilometers lange vluchtroutes die meestal in noordwestelijke richting liepen, naar vrije staten. Wie naar het Noorden vluchtte kreeg de raad om de Poolster te volgen. De Railroad leidde tot politieke onenigheid en een compromis. In 1850 stelde de 'Fugitive Slave Law' hulp aan weglopers strafbaar en het werd zelfs verplicht ze terug te sturen, ook in de Noordelijke staten. Zelfs vrije zwarten waren niet geheel veilig, vooral wanneer zij om wat voor reden dan ook een slavenstaat bezochten. Niettemin bleef de Railroad bestaan, tot ergernis van het Zuiden.

#### Aanval op Harpers Ferry
De abolitionistische aanval onder leiding van John Brown op het nationale munitiedepot in Harpers Ferry in 1859 werd door velen, zowel in Noord als Zuid, veroordeeld, maar door sommigen ook geprezen. De poging om aan wapens te komen voor een slavenopstand, verscherpte echter de spanning tussen beide.

#### Aanleiding voor de burgeroorlog
Het idee dat de oorlog ontstond om de slavernij af te schaffen, is te nuanceren. Deze gedachte vindt onder andere haar oorsprong bij de reacties op de abolitionistische roman Uncle Tom's Cabin or Life among the Lowly van Harriet Beecher Stowe (1852; in het Nederlands uitgebracht in hetzelfde jaar, vertaald als De hut van Oom Tom, De negerhut of De negerhut van Oom Tom). De wet van 1850 inspireerde haar tot het schrijven over de onmenselijke slavernij en het boek werd een bestseller. De afschaffing van de slavernij door het Dertiende amendement van de Grondwet van de Verenigde Staten was echter een gevolg van de burgeroorlog, geen oorzaak. Het conflict betrof aanvankelijk een uit de hand gelopen twist over de uitbreiding van de slavernij naar de nieuw te vormen staten, de zogeheten territories. Naarmate de VS zich westelijk uitbreidden, rees de vraag of slavernij moest worden toegestaan in deze staten. De Noordelijken voelden niets voor de uitbreiding, de Zuidelijke Democraten meenden dat bezitters van slaven hun eigendom overal naartoe konden nemen.

#### Een militaire beslissing
In 1862 vond Abraham Lincoln in de afschaffing van de slavernij een middel om buitenlandse inmenging in de oorlog te voorkomen. Het Verenigd Koninkrijk en Frankrijk hielden al decennialang geen slaven meer en uitten kritiek op de slavernij in de VS. De afschaffing zou het hun moreel onmogelijk maken om de kant van het Zuiden te kiezen. Met dat doel tekende Lincoln een presidentieel bevel. De Emancipatieproclamatie besloot dat alle slaven uit opstandige gebieden vrij waren. Lincoln sloeg twee vliegen in een klap: hij was af van de buitenlandse dreiging én hij breidde de troepensterkte van zijn leger dat onder druk stond uit met bijna 200.000 gemotiveerde zwarte personen. Het is tegen deze achtergrond dat Lincoln een voorstel naar het Congres stuurde voor het eerste amendement aan de grondwet in bijna zeventig jaar: een amendement dat de slavernij afschafte. Met dit amendement in het vooruitzicht riepen leiders van de vrije, zwarte gemeenschap alle zwarte mensen op om zich massaal op te geven voor de legerdienst. De inspanningen van Frederick Douglass op dit gebied zijn beroemd. In 1863 kwamen de eerste gekleurde compagnieën onder de wapens en al spoedig werden zwarte mensen langs de hele linie ingezet – tot ontsteltenis van de Zuidelijken, die zwarte soldaten na overgave niet krijgsgevangen namen maar afslachtten. Lincoln zadelde zichzelf door zijn proclamatie wel op met een ander probleem. De burgerbevolking van het Noorden vreesde dat de vrijgelaten slaven zouden concurreren op hun arbeidsmarkt. Hiermee nam Lincoln een onpopulaire maatregel tijdens een toch al onpopulaire oorlog.

### Economie
Rond 1860 voelden de Zuidelijke Staten zich economisch achtergesteld. Het Noorden was het geïndustrialiseerde centrum van de Verenigde Staten. Metaalbedrijven, weverijen, slachterijen, wapenfabrieken en andere innovatieve industrie brachten er rijkdom. In het Noorden draaiden 110.000 fabrieken met 1,3 miljoen werknemers, het Zuiden telde slechts 18.000 fabrieken met 110.000 werknemers. Het Noorden bezat 32.000 km (22.000 mijl) aan spoorweginfrastructuur, het Zuiden 14.400 km (9.000 mijl). In 1860 produceerde het Noorden 470 stoomlocomotieven, tegen slechts 17 exemplaren in het Zuiden. De omschakeling in het Noorden naar een oorlogsproductie verliep ook vlotter: het Noorden produceerde 32 keer meer wapens dan het Zuiden, en had daarmee bijna 97 procent van de wapenindustrie in handen. Het Noorden was bovendien moderner, democratischer en liberaler. Vergeleken met het Noorden was het Zuiden slecht bedeeld. De agrarische economie van het pseudo-aristocratische Zuiden was feodaal en traditiegetrouw: er werd wat tarwe verbouwd, maar het economische zwaargewicht berustte bij de schatrijke grootgrondbezitters die met slaven katoen en tabak teelden. Het Noorden ontwikkelde zich niet alleen voortvarender dan het Zuiden, het verdeelde ook zijn welvaart beter. De industrie bracht banen voor de kleine man. In het Zuiden kon de landloze kiezen tussen leven in de marginaliteit of een bestaan als knecht of soldaat.
De wanverhouding in de welvaart was hoofdzakelijk tot stand gekomen door de eenzijdige ontwikkeling van de Zuidelijke economie en haar afhankelijkheid van de voedselimport uit het westen, de import van industrieproducten en gebruiksvoorwerpen uit het Noorden en de kredietverstrekking uit het noordoosten. De uitvoer van de Zuidelijke productie verliep via New York, dat een deel van de winst opstreek.

### Demografie, vertegenwoordiging en belasting
De demografische evolutie beïnvloedde de politieke inspraak en de belastingdruk in het Zuiden. Hoger opgeleiden en burgers die in staat waren om te verhuizen, trokken noordwaarts. Daar groeide de bevolking aan tot 21 miljoen tegenover een Zuidelijke populatie van negen miljoen, waaronder vier miljoen slaven. Het inwonersaantal van een staat bepaalde het aantal afgevaardigden in het Congres. In de Senaat namen voor iedere staat steeds twee senatoren plaats, wat het evenwicht bewaarde tussen de slavenstaten en de vrije staten. In 1820 kwam het Missouri-compromis tot stand dat bepaalde dat Missouri als slavenhoudende staat toetrad en Maine als afsplitsing van Massachusetts als vrije staat. Het compromis van 1787 bepaalde dat slaven bij het vaststellen van het aantal leden voor het Congres én bij het bepalen van de hoogte van de belasting voor drie vijfde (60%) meetelden.

## Aanleiding

Abraham Lincoln (Hodgenville, 12 februari 1809 – Washington D.C., 15 april 1865) was de 16de president van de Verenigde Staten van 1861 tot in 1865. Hij was de eerste president van de VS die tijdens zijn ambt werd vermoord.

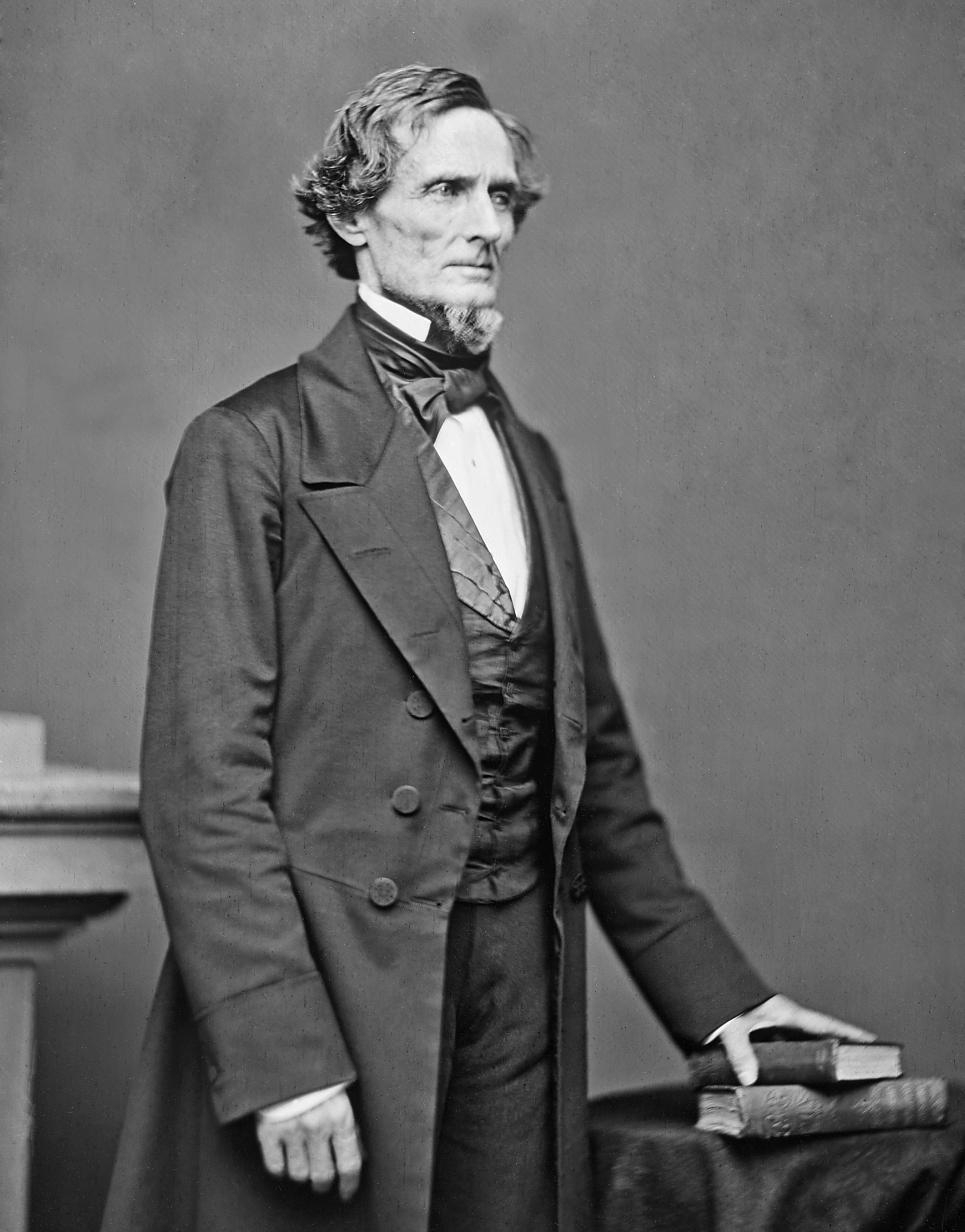
Op 9 februari verkozen de Zuidelijken Jefferson Davis tot president. Op 18 februari werd hij officieel ingezworen.

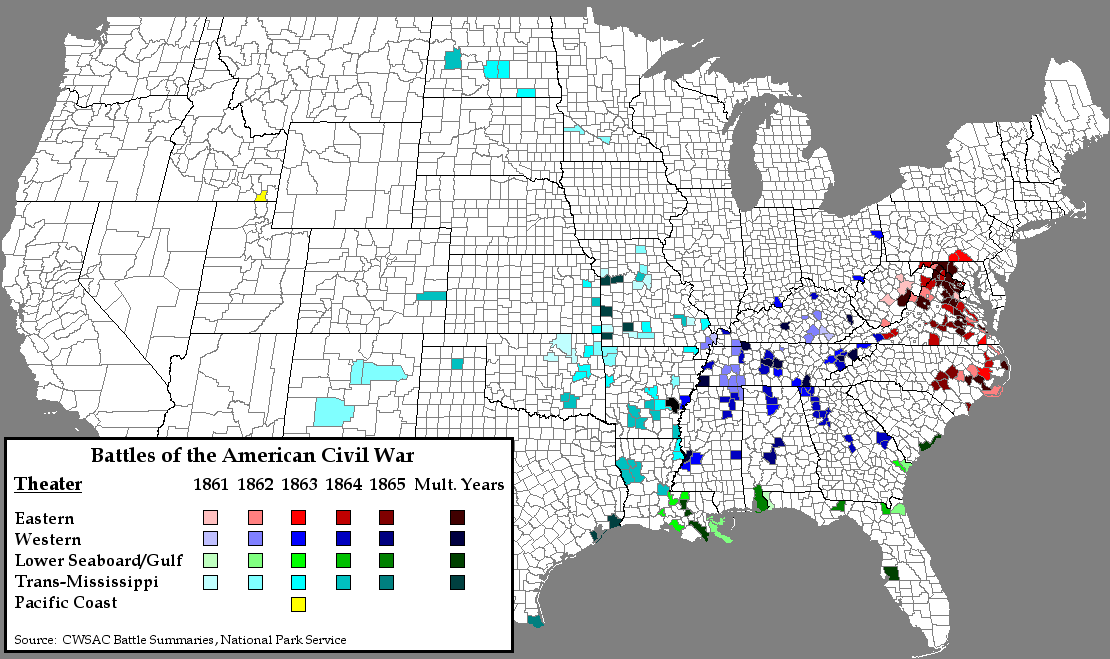
Veldslagen per gebied en per jaar

Aanleiding was de verkiezing op 6 november 1860 van de vrijzinnige Republikein Abraham Lincoln tot president. Die voerde een neutrale campagne om geen aanstoot te geven aan voor- of tegenstanders van de slavernij. Zijn wens om de uitbreiding van de slavernij naar het Westen te vermijden, was voor de Zuidelijke staten onaanvaardbaar. Daarnaast werd hij uitsluitend met stemmen uit het Noorden, Californië en Oregon verkozen, waardoor het Zuiden de verkiezing als een aanval ervoer. Op 20 december scheidde de eerste zuidelijke staat, South Carolina zich af. Op 6 februari 1861 sloten Mississippi, Florida, Alabama, Georgia, Louisiana en Texas zich aan en verenigden ze zich in de Geconfedereerde Staten van Amerika met een eigen grondwet en de vestiging van hun hoofdstad in Montgomery in Alabama. Op 9 februari verkozen zij Jefferson Davis tot president. Negen dagen later, op 18 februari, werd hij officieel ingezworen. Dit vond het Noorden, onder leiding van de aftredende president James Buchanan, onduldbaar. Op 4 maart legde Lincoln de eed af als 16e president en in zijn inaugurele rede verwierp hij de afscheidingen. Hij riep de afvalligen op om de banden van Unie te herstellen en stuurde hulp naar het federale fort Sumter voor de haven van Charleston.

### Escalatie
Het herstel van de Unie werd geweigerd. Om hun weigering kracht bij te zetten, beschouwde South Carolina Fort Sumter als een ongewenste bezetting. De militie van South Carolina ging over tot belegering. Op 12 april vuurde die het eerste schot op het fort en bleef vuren tot de overgave. In de volgende dagen voegden Virginia, Arkansas, Tennessee en North Carolina zich bij de Geconfedereerde Staten. De volgende staten hebben zich chronologisch afgescheiden.
- South Carolina (20 december 1860)
- Mississippi (9 januari 1861)
- Florida (10 januari 1861)
- Alabama (11 januari 1861)
- Georgia (19 januari 1861)
- Louisiana (26 januari 1861)
- Texas (1 februari 1861)
- Virginia (17 april 1861)
- Arkansas (6 mei 1861)
- Tennessee (7 mei 1861)
- North Carolina (21 mei 1861)

Niet alle slavenhoudende staten gingen bij de Confederatie. Een aantal staten op de Noord-Zuidgrens, de zogeheten Border States (Delaware, Kentucky, Maryland en Missouri), deed dit niet, omdat de tabakscultuur door bodemerosie achteruitging en de slavernij er in belang afnam. Missouri en Kentucky hadden twee gescheiden overheden: een van de Union en een van de Confederatie. West Virginia scheidde zich af van Virginia en werd op 20 juni 1863 formeel als aparte staat toegelaten tot de Unie. In Maryland waren anti-Unierellen geweest in onder meer in de grootste stad Baltimore. Lincoln had troepen vanuit het noorden gestuurd en er was een staat van beleg afgekondigd en de meeste prominente voorstanders voor afscheiding waren opgepakt, waardoor het voor de staat onmogelijk was geworden om zich bij de Confederatie aan te sluiten. Delaware bleef bij de Unie, maar op 18 februari 1865, vlak voor de overgave van de Confederatie, stemde Delaware tegen de afschaffing van de slavernij. Pas op 12 februari 1901 ratificeerde deze staat het 13de amendement van de Grondwet.

### Sterktes en zwaktes
Tegenover elkaar stonden elf staten met negen miljoen inwoners (waarvan vier miljoen slaven) en 23 staten met 22 miljoen inwoners. Het Noorden was niet alleen numeriek sterker, het had ook de voordelen van een industrie en een vloot die de Zuidelijke havens blokkeerde. Het Zuiden had betere militairen en rekende op Britse en Franse steun. De Franse en Britse regering waren voor het Zuiden, maar kozen openlijk geen partij, omdat de publieke opinie Noordelijk gezind was. Het Verenigd Koninkrijk was voor zijn industrie en bevolking deels afhankelijk van de toevoer van de katoen uit het Zuiden en het graan uit het Noorden en bleef officieel neutraal. Ondershands steunde de Britten het Zuiden met de levering, de bemanning en de bewapening van de kapersschepen Alabama, Florida, Georgia en Shenandoah. De Noordelijken waren verontwaardigd over de Britse handelwijze. Lincoln miste aanvankelijk goede militaire leiders waardoor hij de eerste twee jaar nederlaag op nederlaag leed. Het verklaart tegelijk de lange duur van de oorlog.

### Het secessionisme
Het secessionisme – de beweging om zich af te scheiden - werd niet door het hele Zuiden gedragen. Sam Houston, de gouverneur die Texas de Unie binnenloodste, noemde de afscheiding van zijn staat de meest trieste dag van zijn leven. Hij trad af en verliet de politiek. Het Westen van Tennessee verzette zich eveneens tegen de afscheiding. Het verst gingen Winston County en de Noordelijke counties van Virginia. Zij scheidden zich af en in 1863 kwamen de Noordelijke counties van Virginia bij de Unie als de staat West Virginia.

### Anti-oorlogssentiment
In het Noorden groeide na verloop van tijd een anti-oorlogssentiment. Het begon toen het de Unie slecht verging en de doden zich zonder resultaat opstapelden. Tussen 1862 en 1864 waren er in de Unie oorlogsprotesten en oproepen om het Zuiden te laten gaan. Het feit dat er in het Noorden vele mensen woonden die niet tegen slavernij waren en het vrijlaten van slaven wilden verhinderen uit angst voor hun baan, maakte de zaak soms erger, met als hoogtepunt de opstanden in New York in het district Five Points. Mildere Noorderlingen die een vreedzame oplossing nastreefden werden "Copperheads" genoemd.

## Verloop

### Verwachting
De verwachting in het Noorden was dat een grote, bloedige slag de oorlog in negentig dagen zou beëindigen. Die slag werd de Eerste Slag bij Bull Run, op 21 juli 1861. De Noordelijken begonnen onder majoor-generaal Irvin McDowell voortvarend tegen de troepen van Zuidelijke generaals Joseph E. Johnston en P.G.T. Beauregard. De hele voormiddag leek de 90-dagenvoorspelling realistisch. Tegen de middag lokte Beauregard de Noordelijken in een val en nam het initiatief over. Tegen het einde van de dag vluchtten de Noordelijken richting Washington D.C. en werd het duidelijk dat de oorlog lang zou duren. Het Zuiden vierde de overwinning door de hoofdstad te verplaatsen naar de pas aangesloten staat Virginia, naar Richmond, dicht tegen de grens met het Noorden. Daar nam men, geschrokken en uit angst dat nog meer staten de Unie zouden verlaten, op 25 juli de Crittenden-Johnson Resolutie aan die Lincolns mantra bevestigde: de oorlog ging om behoud van de Unie, niet om het einde van de slavernij.

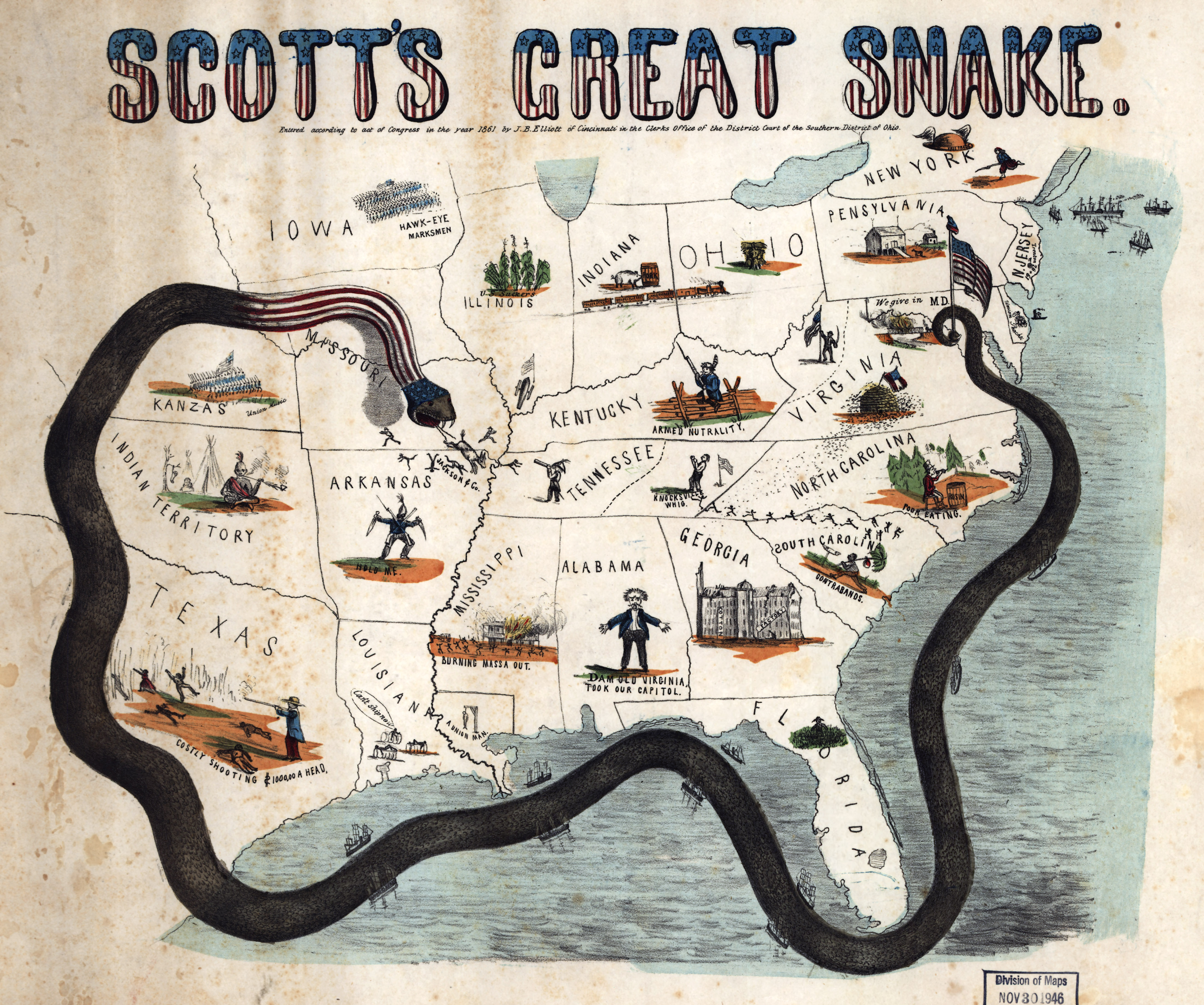
Het Anacondaplan. De oorlogsstrategie van de Unie bestond erin het Zuiden te omsingelen en hermetisch af te sluiten van de buitenwereld. Dat kon alleen slagen als het Zuiden geen steun zou krijgen van vreemde mogendheden.

### Het Anacondaplan
Na het verlies bij Bull Run schakelde Lincoln over op de planning voor een lange oorlog. Zijn oog viel op een plan van majoor-generaal Winfield Scott: het Anacondaplan. Dit behelsde de omsingeling van het Zuiden en de afsluiting ervan voor de rest van de wereld. Scott was realistischer dan de Zuidelijke patriotten die de mond vol hadden van heldhaftige vrijheidsstrijd. Scott wist dat het Zuiden niet kon overleven zonder toevoerlijnen. Zijn Anacondaplan bestond uit de verovering van de loop van de Mississippi en Tennessee, het blokkeren van de Zuidelijke zeehavens om na de verzwakking Richmond in te nemen. Het plan werd in grote lijnen aanvaard en begin 1862 begon de uitvoering. Tot bij de overgave van Robert E. Lee in 1865 en het einde van de oorlog bleef dit plan de leidraad van alles wat het Noorden deed. Ondanks de effectiviteit van de blokkade slaagde de Confederatie met generaal Josiah Gorgas uit Pennsylvania erin haar legers tijdens de oorlog te voorzien van wapens en munitie. Om het plan uit te voeren splitste het leger van de Verenigde Staten zich op in een Westelijk leger onder generaal H.W. Halleck en een reusachtig Oostelijk leger, Army of the Potomac 500.000 man groot.

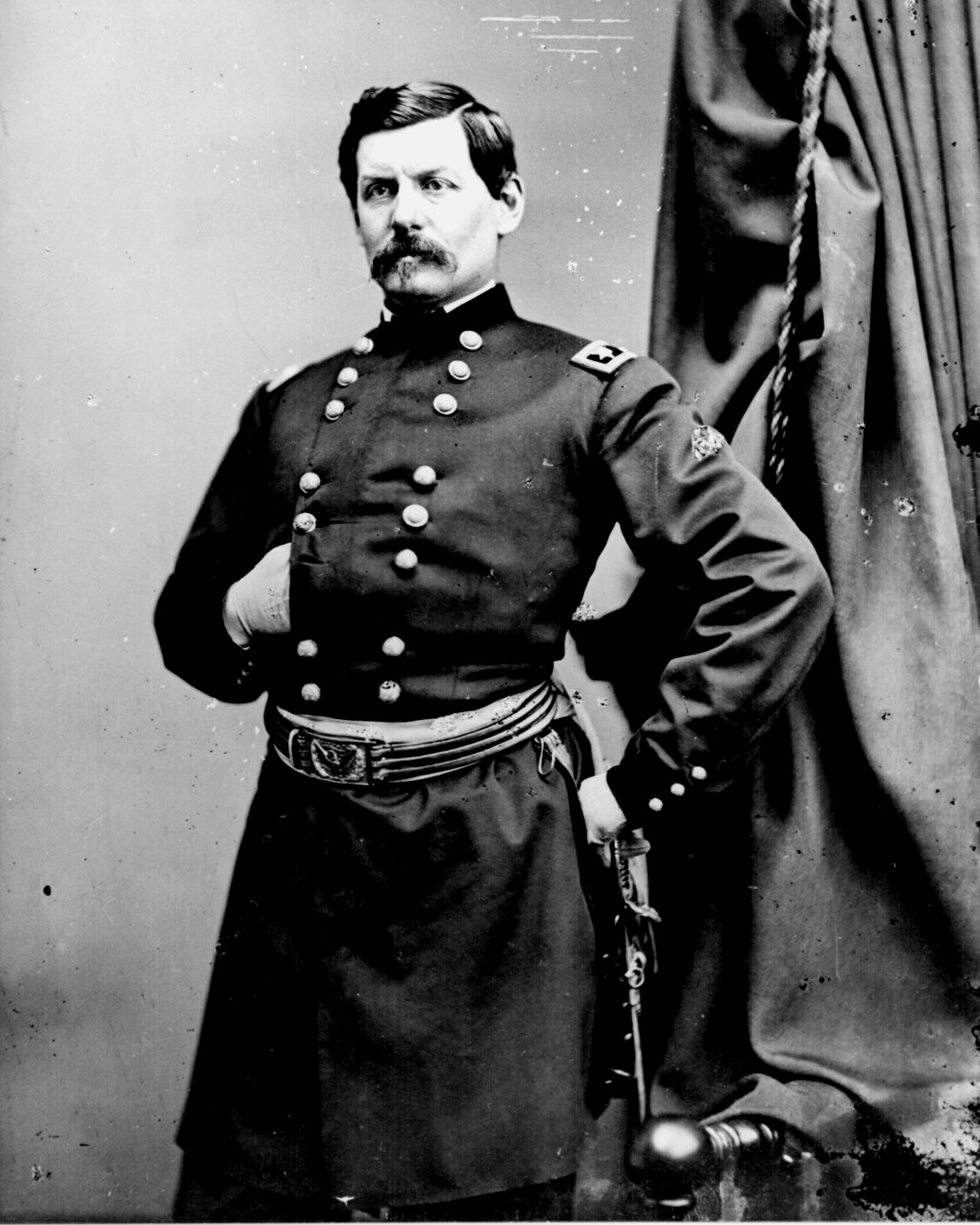
George B. McClellan bereidde zijn leger voor om te strijden tegen Robert E. Lee en zijn nieuwe Army of Northern Virginia. Hij treuzelde maanden voordat hij in de zomer van 1862 optrok. Zijn 'Army of the Potomac' werd spectaculair door Lee verslagen.

### Het Oostelijk front tot 1863
Het bevel werd toegekend aan generaal George B. McClellan. Hij bereidde het voor om te strijden aan de overkant van de rivier de Potomac tegen Robert E. Lee en zijn nieuwe Army of Northern Virginia en om op te trekken richting Richmond.
George B. McClellans training was uitmuntend en beroemd, zijn bevel in het veld minder. Hij treuzelde maanden voordat hij in de zomer van 1862 optrok. Daarna liet hij zich in de luren leggen door P.G.T. Beauregard, die hem met een list overtuigde dat zijn divisie enorm was. Het duurde weken voordat McClellan omzichtig omtrok en bij Richmond uitkwam. Daar wachtte Lee en diens leger op volle sterkte hem op. 'The Army of the Potomac' werd spectaculair door Lee verslagen. Een groot deel van McClellans troepen werd onder het commando gebracht van generaal John Pope – die een verpletterende nederlaag opliep bij de Tweede Slag bij Bull Run in augustus 1862.
De twee Zuidelijke overwinningen maakten Lee overmoedig. Hij besloot over te gaan tot een campagne op het grondgebied van de Verenigde Staten in september 1862. 'The Army of Northern Virginia' trok op 5 september de Potomac over en leverde een bloedige slag met 'The Army of the Potomac' bij Sharpsburg in Pennsylvania: de Slag bij Antietam. McClellan won omdat hij toevallig in het bezit kwam van Lees plan. McClellan wachtte te lang om Lee definitief te verslaan waarop Lincoln McClellan verving door generaal Ambrose Burnside. Burnside was niet van plan McClellans fouten te herhalen en Lincolns furie over zich af te roepen. Hij trok de Potomac over en begon direct aan te vallen, beginnend met de inname van het stadje Fredericksburg in Virginia. De Slag bij Fredericksburg in december 1862 liep uit op een ramp door Burnsides roekeloosheid en dom uitgekozen plaatsen. Hij werd vervangen door generaal Joseph Hooker. Hooker trok met zijn enorme leger voorzichtig in een wijde beweging ten westen van Richmond. De meesterverkenner J.E.B. Stuart waarschuwde Lee voor het nakende groter leger. Lee nam een gewaagde, onorthodoxe beslissing: hij splitste zijn troepen in twee en liet een deel rond 'the Army of the Potomac' trekken. Bij Chancellorsville in mei 1863 viel hij vanuit twee zijden tegelijk aan. Het overrompelde Hooker. Die raakte in paniek, was niet meer in staat het commando te voeren en blies de aftocht. Hij werd vervangen door McClellan. Die verviel in zijn oude gewoonten en Lincoln zette hem als bevelvoerder definitief aan de kant. Het commando van 'the Army of the Potomac' ging naar de standvastige, weinig fantasievolle en vasthoudende generaal George Meade. Meade was geen man die risico's nam, maar slaagde erin Lees leger een gevoelige nederlaag toe te brengen bij de Slag bij Gettysburg begin juli 1863. Op 4 juli blies Lee de aftocht uit de Verenigde Staten. Meade weigerde Lee te achtervolgen en te vernietigen, waarop Lincoln het commando toekende aan luitenant-generaal Ulysses S. Grant die voor het eerst op het Oostelijke strijdtoneel verscheen.

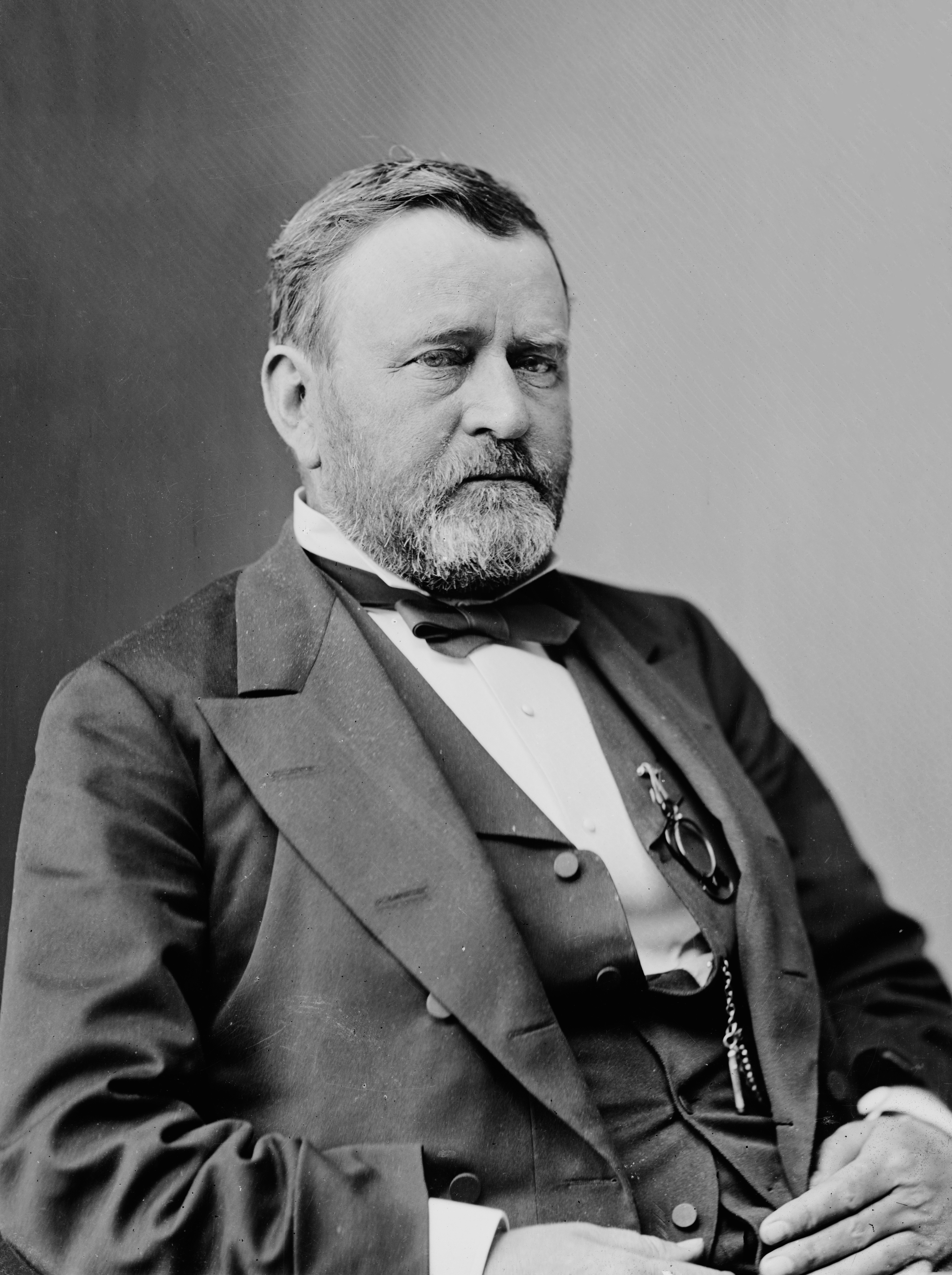
Majoor-generaal Ulysses S. Grant

### Het Westelijk front tot 1863
In tegenstelling tot de campagnes ten oosten van de Mississippi slaagde de Unie erin om in het westen het initiatief te nemen en te houden. Dit begon met de inname van New Orleans door de vloot van admiraal David G. Farragut in januari 1862. De rest van het jaar was Farragut bezig zijn vloot de rivier op te werken richting Vicksburg. Op 6 februari 1862 was er de inname van Fort Henry in Tennessee door brigadegeneraal Ulysses S. Grant dat gedurende de rest van de oorlog bezet zou blijven. Daarna viel een deel van Missouri in federale handen en Nashville in Tennessee volgde begin 1862. Daarmee was de Mississippi ten noorden van Vicksburg in Noordelijke handen.
Grant besefte de noodzaak van een totale oorlog tegen het Zuiden en de vernietiging van de troepen hiervan. Die filosofie leidde tot overwinningen bij Fort Henry, Fort Donelson, de Slag bij Shiloh en de uiteindelijke inname van Vicksburg op 4 juli 1863. Daar ontmoetten de legers van admiraal David G. Farragut en de inmiddels tot generaal-majoor gepromoveerde Ulysses S. Grant elkaar. Nu was de hele rivier in handen van de Noordelingen en werd het Zuiden in twee gesplitst.
Het inzicht van generaals als Grant en William T. Sherman in de manier waarop de moderne oorlog werkte, zorgde dat ze snel het Zuidelijke verzet braken in het noordwesten van de Geconfedereerde Staten van Amerika. Lincoln merkte Grant op als een overwinnaar en gaf hem de rang luitenant-generaal en het commando over alle VS-troepen. Grant zou zich richten op Lee in het oosten. Generaal-majoor William T. Sherman nam het westen voor zijn rekening.

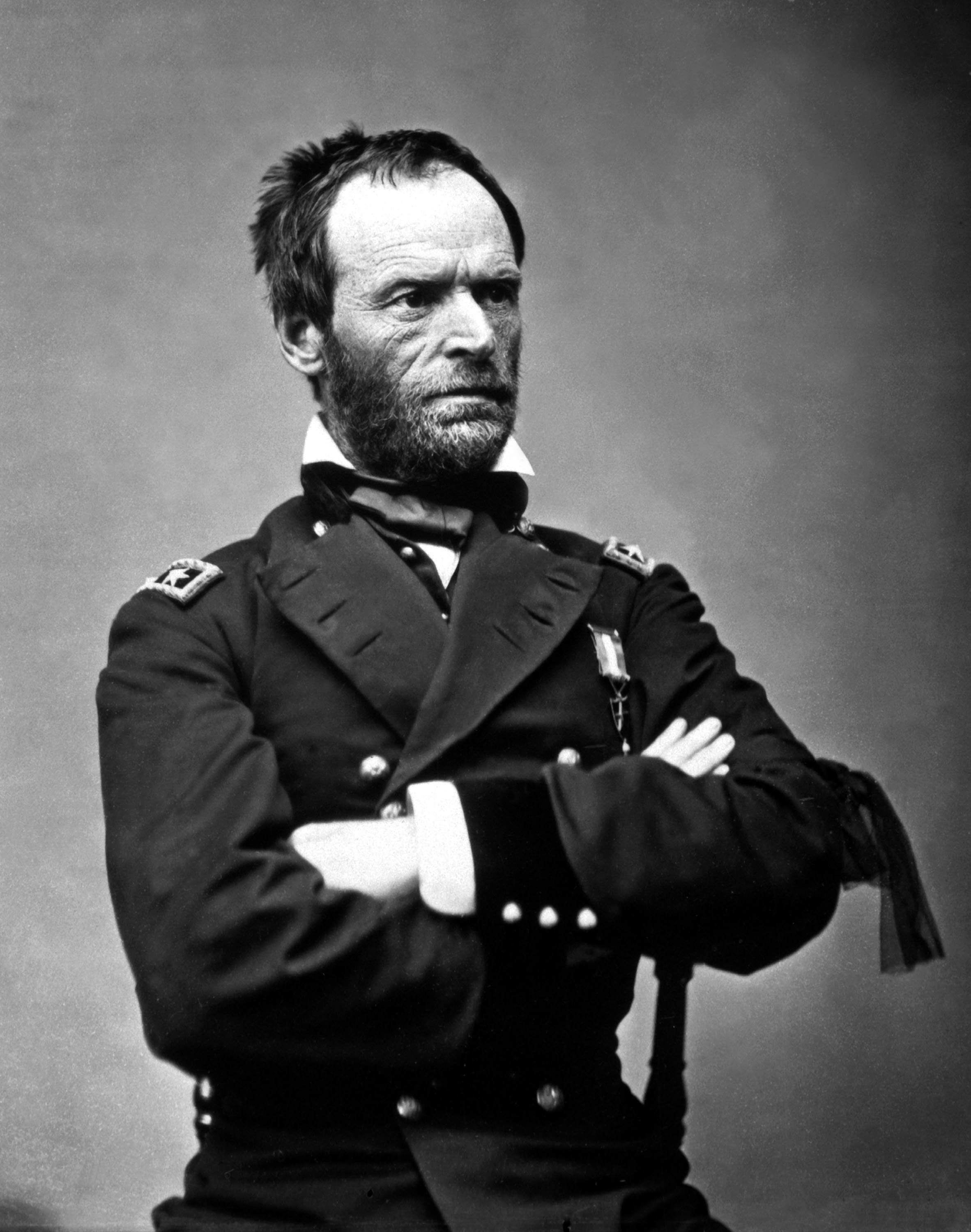
William Tecumseh Sherman

### Sherman in het Oosten van 1863 tot 1865
Net als Grant geloofde Sherman in de totale oorlog om te overwinnen. Hij nam zich voor ten oosten van de Mississippi te winnen door het te beroven. Dat betekende dat de steden, knooppunten van spoorlijnen, handelsposten en gronden met gewassen, kortom alles met tactische of strategische waarde in Georgia en South Carolina doel werd. Sherman trok op van Chattanooga (de laatste slag die hij samen met Grant leverde) richting Atlanta, de hoofdstad van Georgia. Hij bereikte de stad in mei 1864 na een wrede slag- en strooptocht, zonder zich iets van de klassiek-strategische problemen van verbinding aan te trekken. Sherman inspireerde zo de latere voorstanders van de bewegingsoorlog. Rond Atlanta leverde Sherman slag met de confederale generaal John Bell Hood die Atlanta moest verdedigen en behouden als knooppunt van zuidelijke spoorlijnen. Hood slaagde niet en op 1 september evacueerde hij. Hij hoopte Sherman mee te lokken, maar die bombardeerde de stad op 7 september wat leidde tot de overgave. Sherman evacueerde de stad en brandde ze plat. Op 11 november begon Sherman aan zijn mars naar de zee en trok een spoor van vernietiging door Georgia. Al wat hij niet mee kon nemen, werd verwoest. De mars voerde hem tot Savannah dat hij op 10 december innam. Bij de zee zette Sherman zijn vernietigende campagne verder door via South Carolina en North Carolina richting Virginia en bereikte de zuidflank van Lees Army of Northern Virginia. Sherman voegde zijn leger in juni 1865 bij dat van Grant, net op tijd om de overgave van Lee mee te maken.

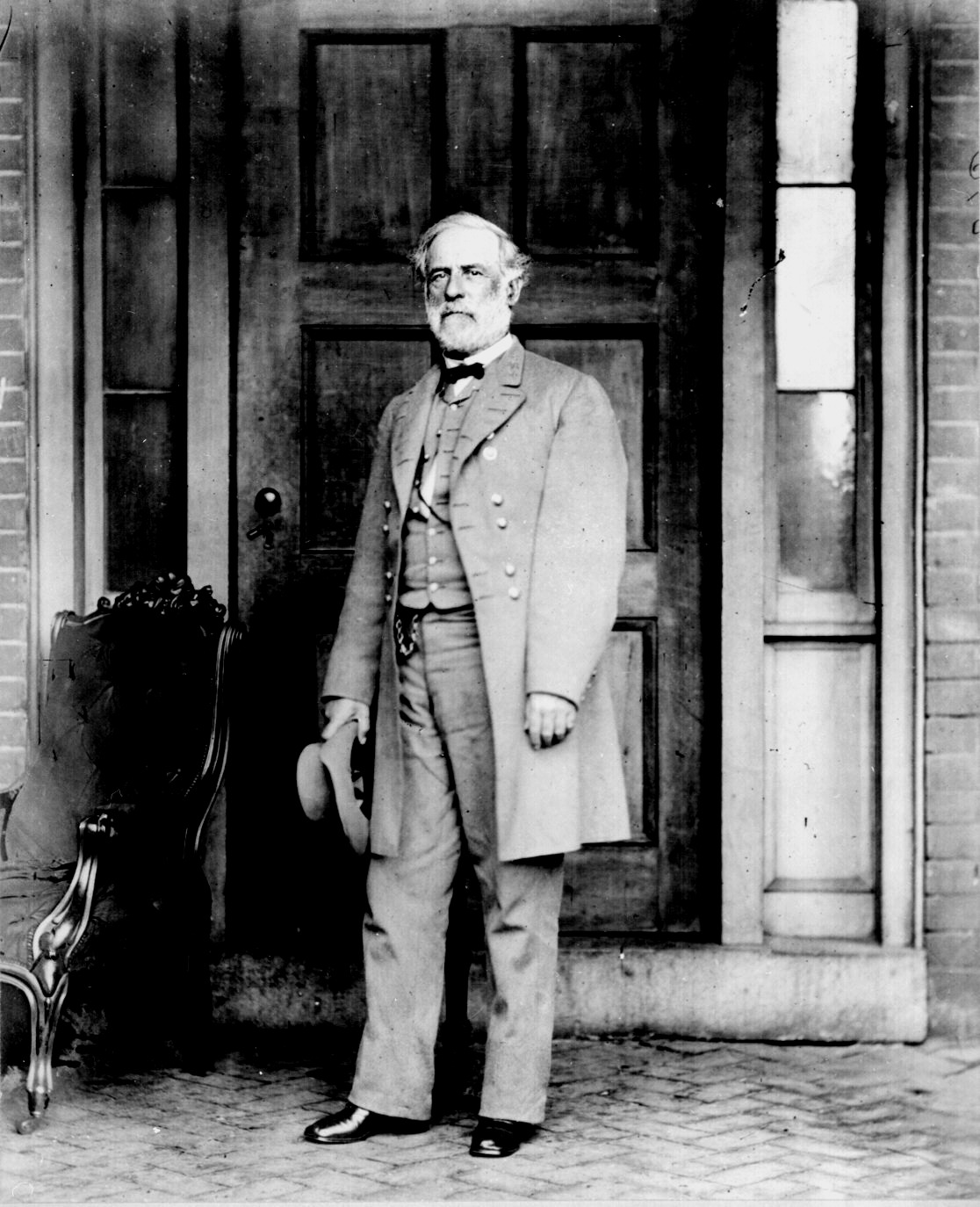
Robert E. Lee, generaal bij de confederatie won diverse veldslagen door slimmer te zijn dan de tegenstander. Lincoln vroeg Lee als voorstander van de Unie om commandant te worden van het leger in 1861. Loyaal aan zijn thuisstaat Virginia koos hij de andere kant. Dat maakte hem onder meer tot een held uit het Zuiden. Omsingeld door de overmacht kon Lee in 1865 kiezen: vechten of de overgave. Lee tekende op 9 april.

### Grant versus Lee
Hoewel Grant al op 17 maart 1864 het commando kreeg over de legermachten van de Unie, begaf hij zich persoonlijk in de strijd in het Oosten na de Slag bij Gettysburg. Generaal Meade behield het officiële commando van het Army of the Potomac, het praktische commando ging naar Grant: hij koos het leger van Meade als hoofdkwartier. Grant richtte zich op het laatste deel van het Anacondaplan, de inname van Richmond.
Grant splitste een deel van zijn leger af en richtte een nieuw op: het Army of the Shenandoah. Het kwam onder bevel van een derde bekwame aanvoerder, generaal Philip Sheridan. Die moest Early verslaan en Shenandoah onbruikbaar maken. Sheridan begreep dat een Zuidelijke cavalerie-overval op het Noorden via de Shenandoah het moest hebben van snelheid en lichte bepakking. Hun proviand zouden ze dus aan de vallei onttrekken. In augustus 1864 stroopte Sheridan de vallei, tussen een aantal slagen met het leger van Early door. De tactiek zou Sherman daarop in Georgia toepassen. Het resultaat was dat de Shenandoah zo leeg was, zo beschreef Sheridan het, dat 'een kraai die de Shenandoah over wilde steken, zijn eigen proviand mee moest nemen.' Ontdaan van het voordeel trok Early's troepenmacht zich terug tot bij Lee. Sheridan liet hem niet los, voegde zijn troepen bij het 'Army of the Potomac' en achtervolgde Early en dwong hem tot overgave in maart 1865.
Intussen richtte Grant zich op Lee in Richmond. Om de stad te bereiken, lanceerde hij in het oosten flankerende bewegingen om rond Lee heen te trekken. Niet erg ver genoeg, wat tot spectaculaire veldslagen leidde: de Slag in de Wildernis en de Slag bij Spotsylvania Court House zijn namen uit deze 'Wildernis'-campagne. De twee legers trokken rollebollend over elkaar om Richmond heen en kwamen bij Petersburg waar een negen maanden durend beleg volgde. Lees 'Army of Northern Virginia' weerstond de druk niet. In maart 1865 doorbrak Grant Lees lijnen en stootte door naar Richmond. Lee trok zich terug en probeerde te hergroeperen in de wouden van Virginia. Dit mislukte doordat Lee erachter kwam dat zijn 'Army of Northern Virginia' omsingeld was door het leger van Grant en dat van Sherman. Omsingeld door de overmacht kon Lee kiezen: vechten tot de laatste man of zich overgeven. Lee tekende op 9 april 1865 te Appomattox Court House de overgave van 'the Army of Northern Virginia' aan 'the Army of the Potomac'. Met de overgave van Lee – meer dan wie het gezicht van de Geconfedereerde Staten van Amerika – stortte de vechtlust van de confederatie in en gaven de confederale strijdkrachten zich massaal over. Ook vielen verschillende Zuidelijke legers snel uiteen doordat de soldaten hun eenheden verlieten en naar huis gingen. Tot 13 mei 1865 waren er echter nog schermutselingen door snel kleiner wordende Zuidelijke eenheden maar tegen juni 1865 was er geen confederaal leger meer. Het laatst overgebleven oorlogsschip van de confederale marine, de CSS Shenandoah, gaf de strijd op 6 november 1865 op. Tot in 1866 was er nog her en der, vooral in Texas, sprake van ongeorganiseerde weerstand.

## Oorlogschronologie

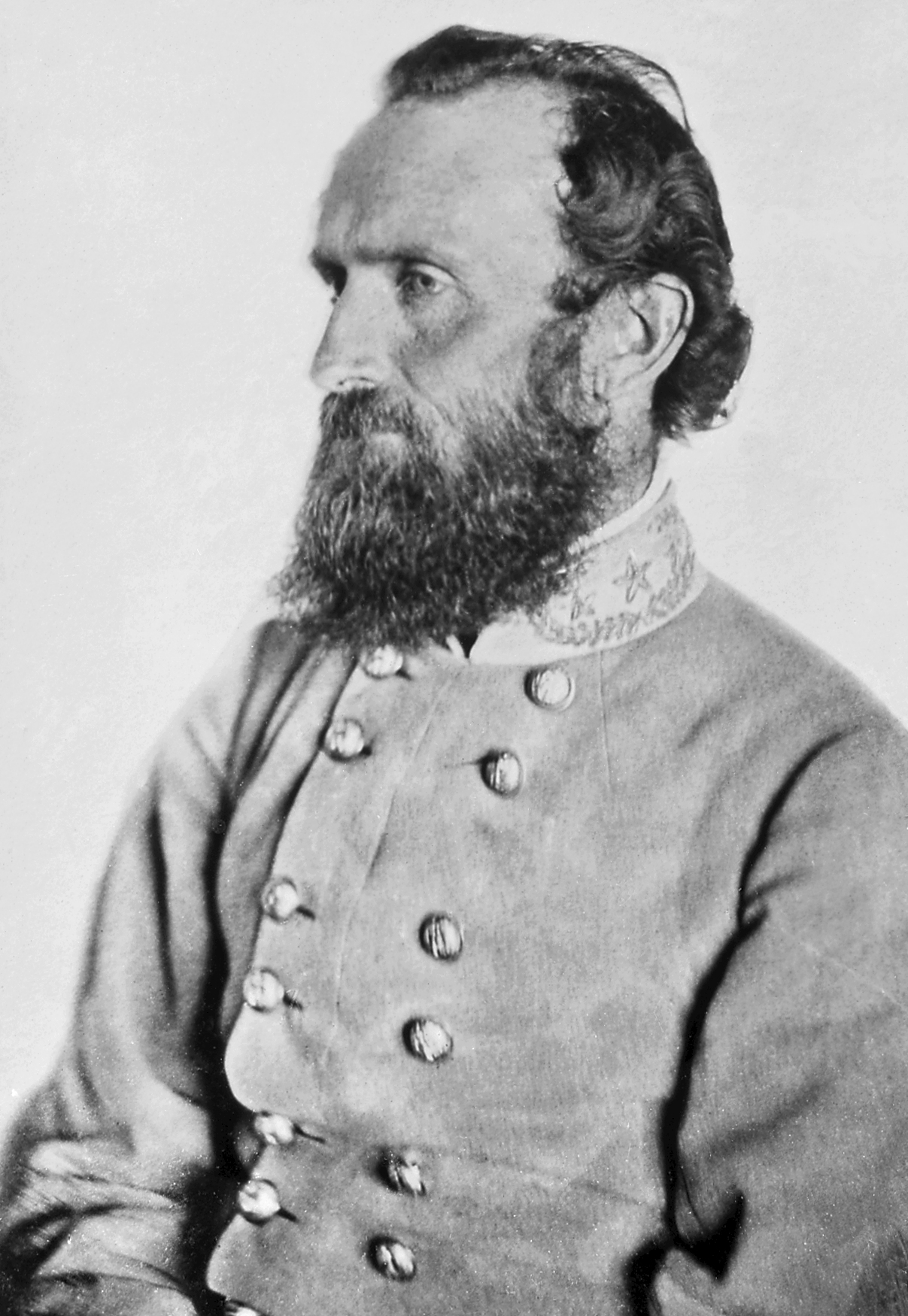
Thomas Jonathan 'Stonewall' Jackson (1824-1863) stond bekend als Robert E. Lees beste generaal: vindingrijk, beheerst en moedig. Hij won veldslagen in de Schiereilandveldtocht in Harpers Ferry en in Fredericksburg. De Slag bij Bull Run leverde hem de naam 'Stonewall Jackson' omdat hij er een sterk Unionisten leger tot staan bracht. Bij de Slag bij Chancellorsville zegevierde hij opnieuw, maar een schot van een van zijn soldaten werd hem fataal. Hij verloor zijn arm en overleed een week later.

### 1861
- januari 1861: South Carolina, Mississippi, Florida, Alabama, Georgia, Louisiana en Texas trekken zich terug uit de Unie.
- februari 1861: De Zuidelijken stellen een regering aan en schrijven een grondwet.
- april 1861: Virginia, Arkansas, North Carolina en Tennessee verlaten de Unie.
- 12 april 1861: Aanval op Fort Sumter.
- 21 juli 1861: Slag om Bull Run, eerste veldslag.

### 1862
- maart 1862: Een eerste treffen tussen twee monitors draait uit op een patstelling.
- Mei-augustus 1862: Generaal George McCellan voert de Unionisten aan in de Schiereilandveldtocht in Virginia.
- september 1862: Tijdens de Slag bij Antietam vallen 16.000 doden, de Unie wint.

### 1863
- januari 1863: De Emancipatieproclamatie van Lincoln schaft de slavernij af in de geconfedereerde staten. Ongeveer 180.000 zwarten nemen dienst in het Unie-leger.
- maart 1863: De Unie stelt de dienstplicht in voor alle blanke mannen tot 45 jaar. Wie een plaatsvervanger kan inhuren of 300 dollar betaalt, ontsnapt aan de conscriptie. Het leidt tot dienstplichtrellen in New York op 13 juli.
- mei 1863: Bij de Slag bij Chancellorsville sneuvelen 30.000 soldaten waaronder de legendarische generaal Thomas Jackson. Zijn dood was een tegenslag voor de Confederatie. Na zijn verwonding door een van zijn eigen soldaten, zei generaal Lee: "Hij verloor zijn linkerarm, ik mijn rechterarm." Daarna staken de Unionisten de Mississippi over en belegerden de Confederatie rond Vicksburg. De overgave ervan bezorgde hun de controle over de rivier.
- juli 1863: Generaal George Meade zegeviert in de slag bij Gettysburg. De slag wordt gezien als de grootste slag in deze oorlog.
- 21 augustus 1863: Slachtpartij in Lawrence (Kansas) door William Quantrill.
- november 1863: Overwinning van de Unie in de slag bij Chattanooga, Tennessee.
- 19 november 1863: Lincoln houdt een korte memorabele toespraak van 266 woorden, de Gettysburg Address bij de wijding van het Soldier's National Cemetery in Gettysburg in Pennsylvania.

### 1864
- Juni 1864: Lincoln stuurt Grant naar het oosten als opperbevelhebber.
- september 1864: Sherman neemt Atlanta in.

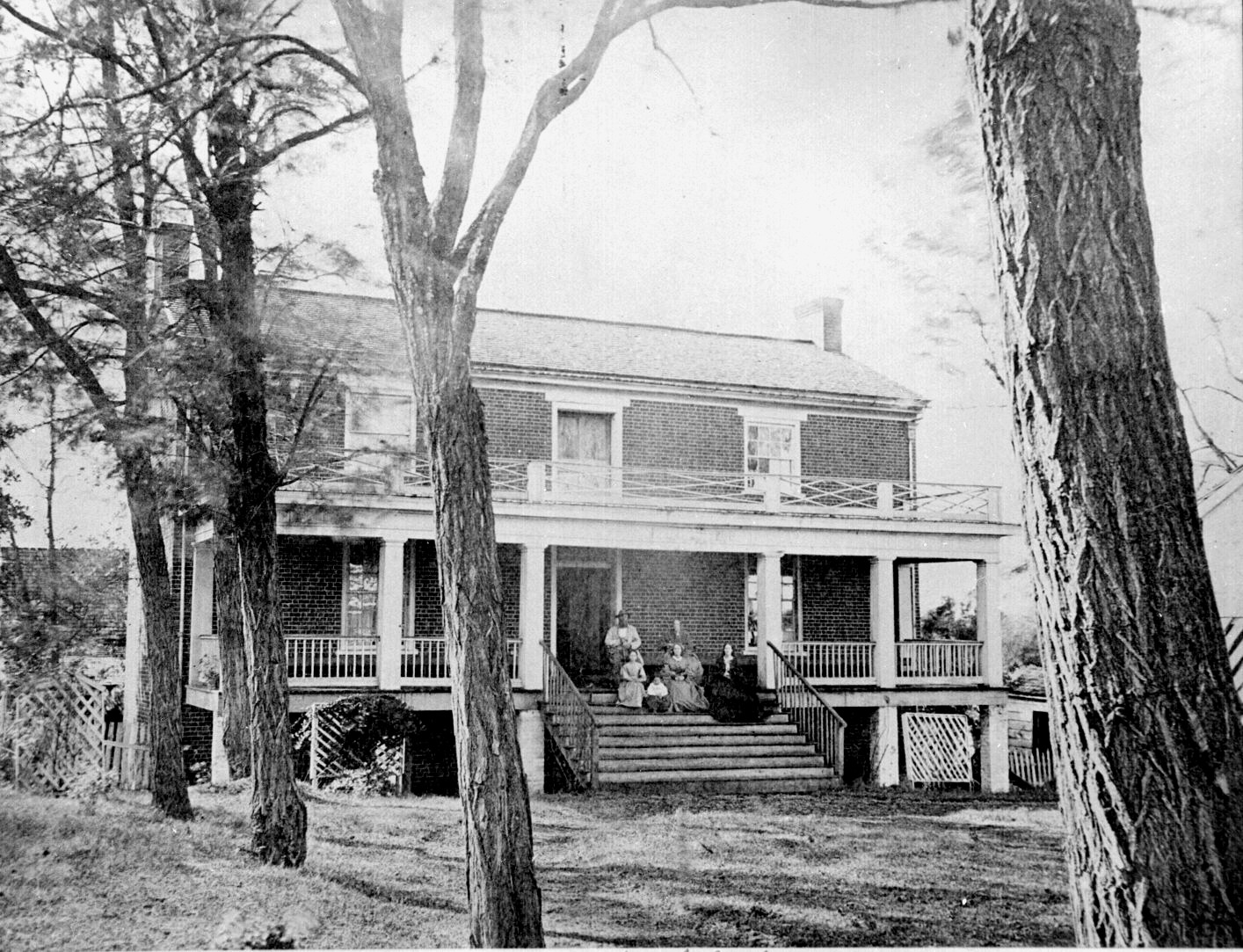
In dit huis gaf generaal Lee zich over. Foto door Timothy H. O'Sullivan, april 1865.

### 1865
- april 1865: Lee geeft zich over in Appomattox en ondertekent het officiële einde van de oorlog.
- 14 april 1865: De Zuidelijke patriot John Wilkes Booth vermoordt Lincoln. Daarna wordt Andrew Johnson de 17de president.
- 26 april 1865: Booth wordt gevonden in een tabaksschuur en gedood.
- 13 mei 1865: Slag bij Palmito Ranch, Texas.
- De zogeheten 'Black Codes' beknotten in het Zuiden de rechten van de voormalige slaven.

## Veldslagen- en gevechtengalerij
De Amerikaanse burgeroorlog werd mede gekenmerkt door hevige veldslagen waarbij vele duizenden doden en gewonden vielen. De bloedigste veldslagen waren:
- Gettysburg
- Seven Days
- Chickamauga
- Chancellorsville
- Antietam

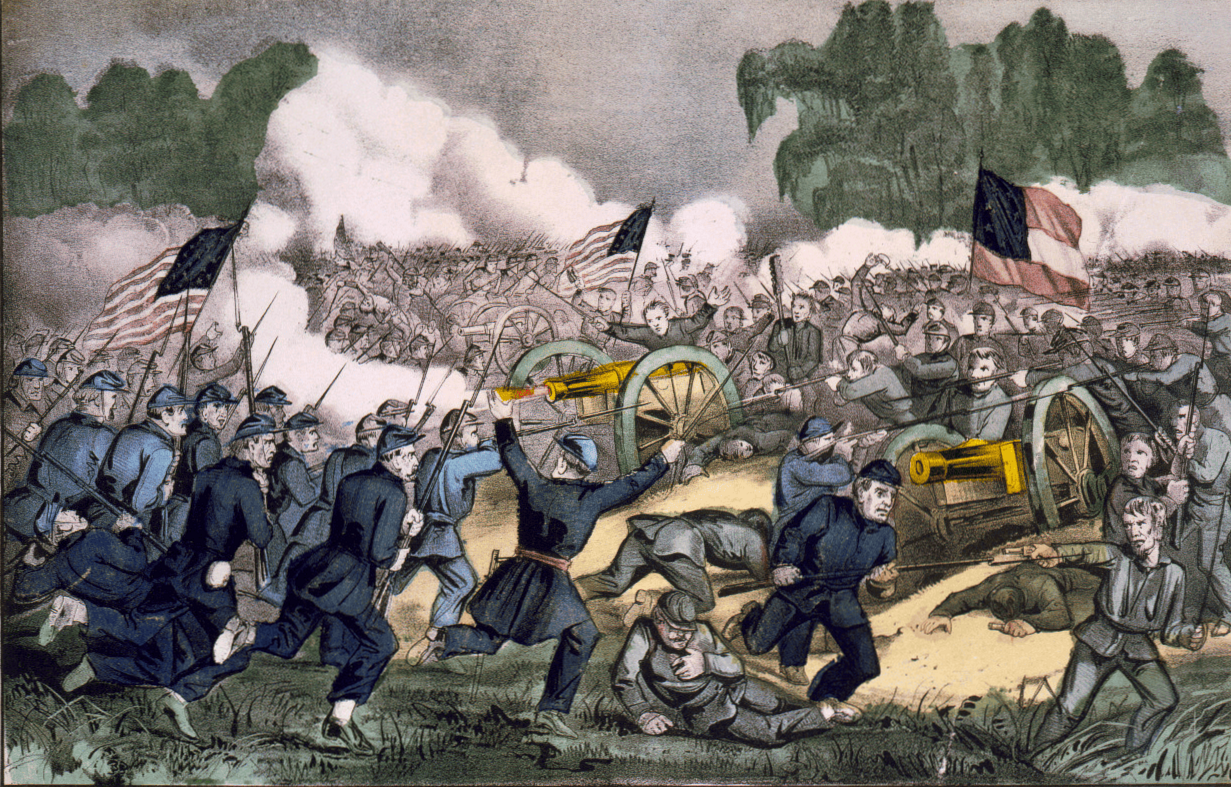
Slag om Gettysburg
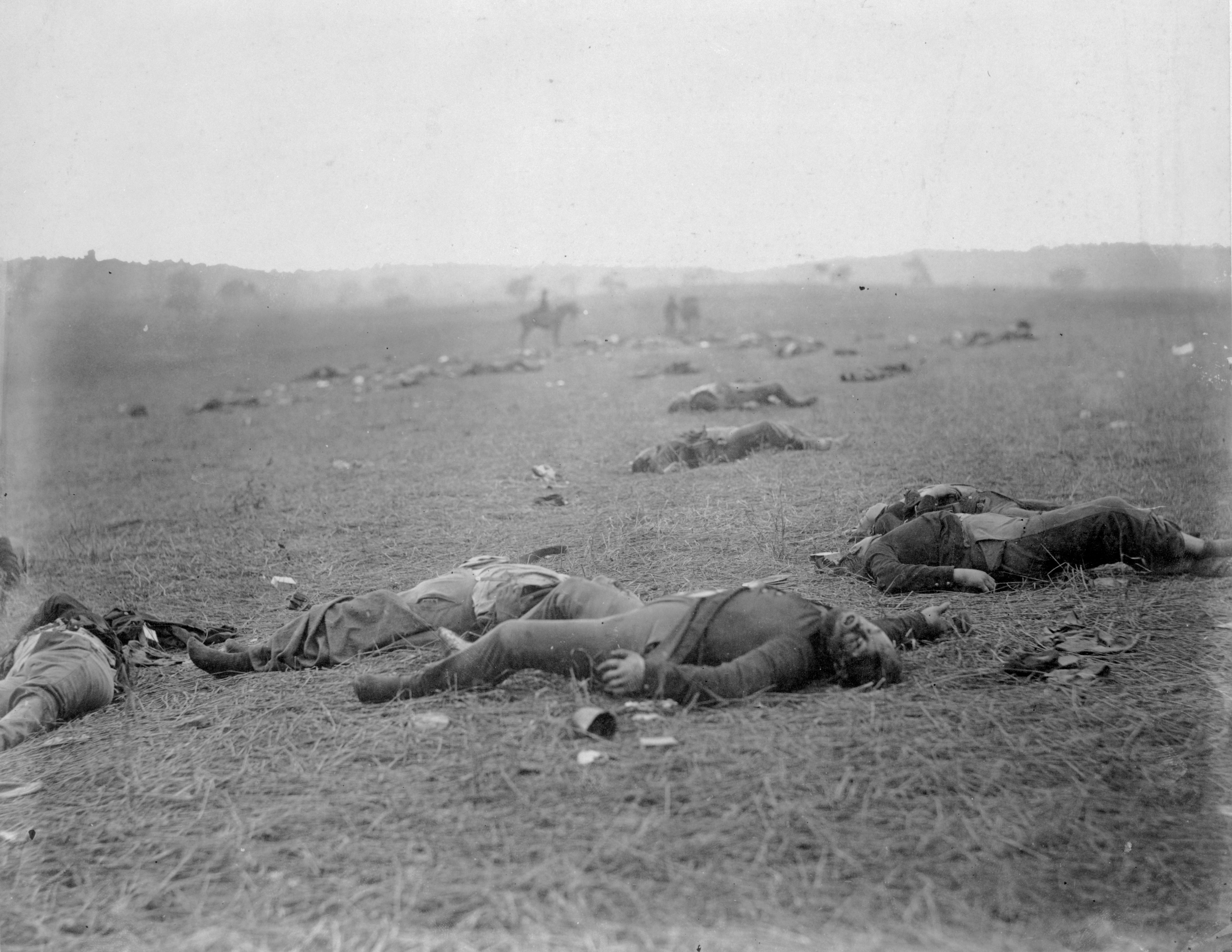
Gesneuvelden bij de slag om Gettysburg, foto door Timothy H. O'Sullivan
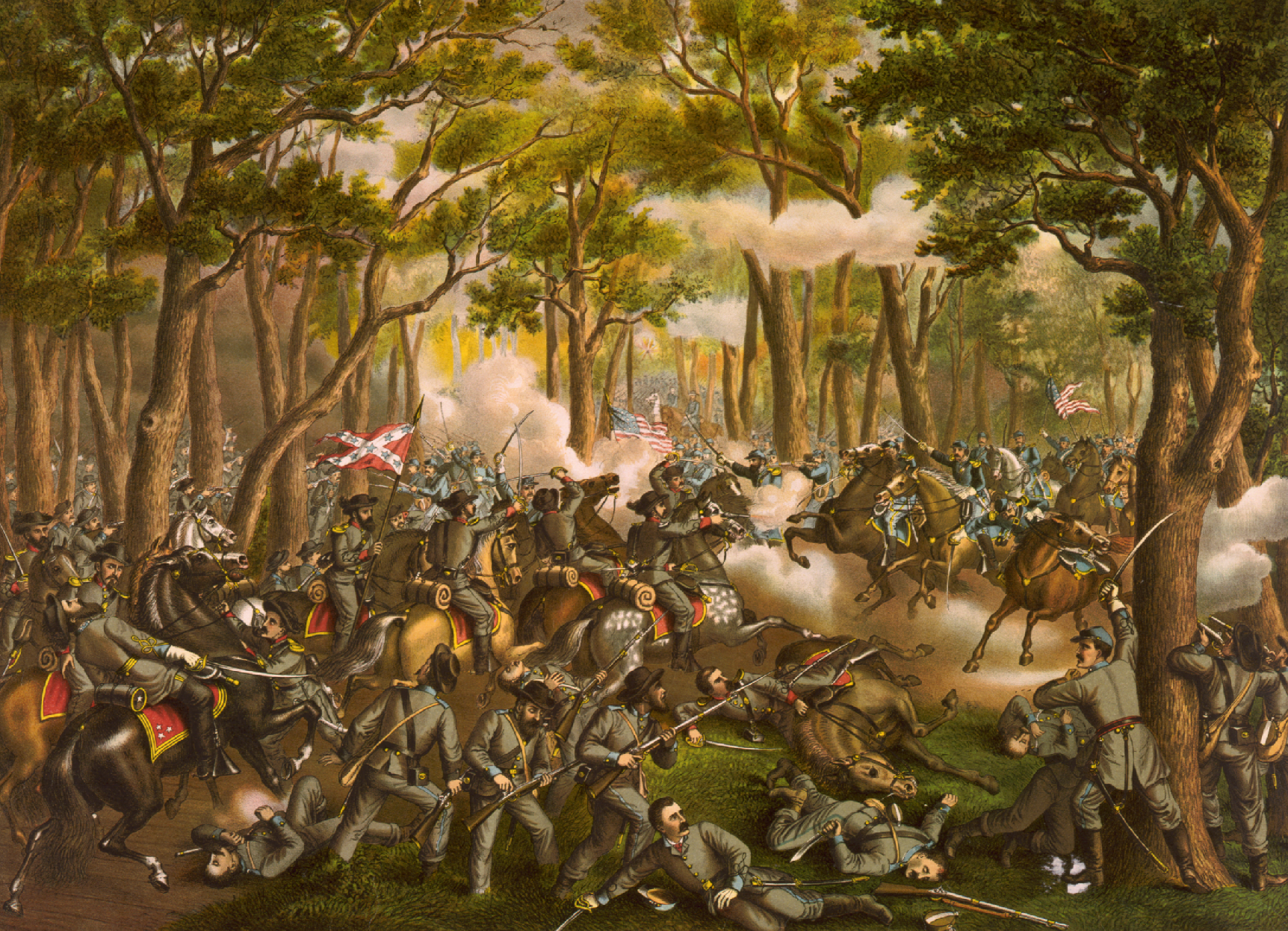
Slag in de Wildernis
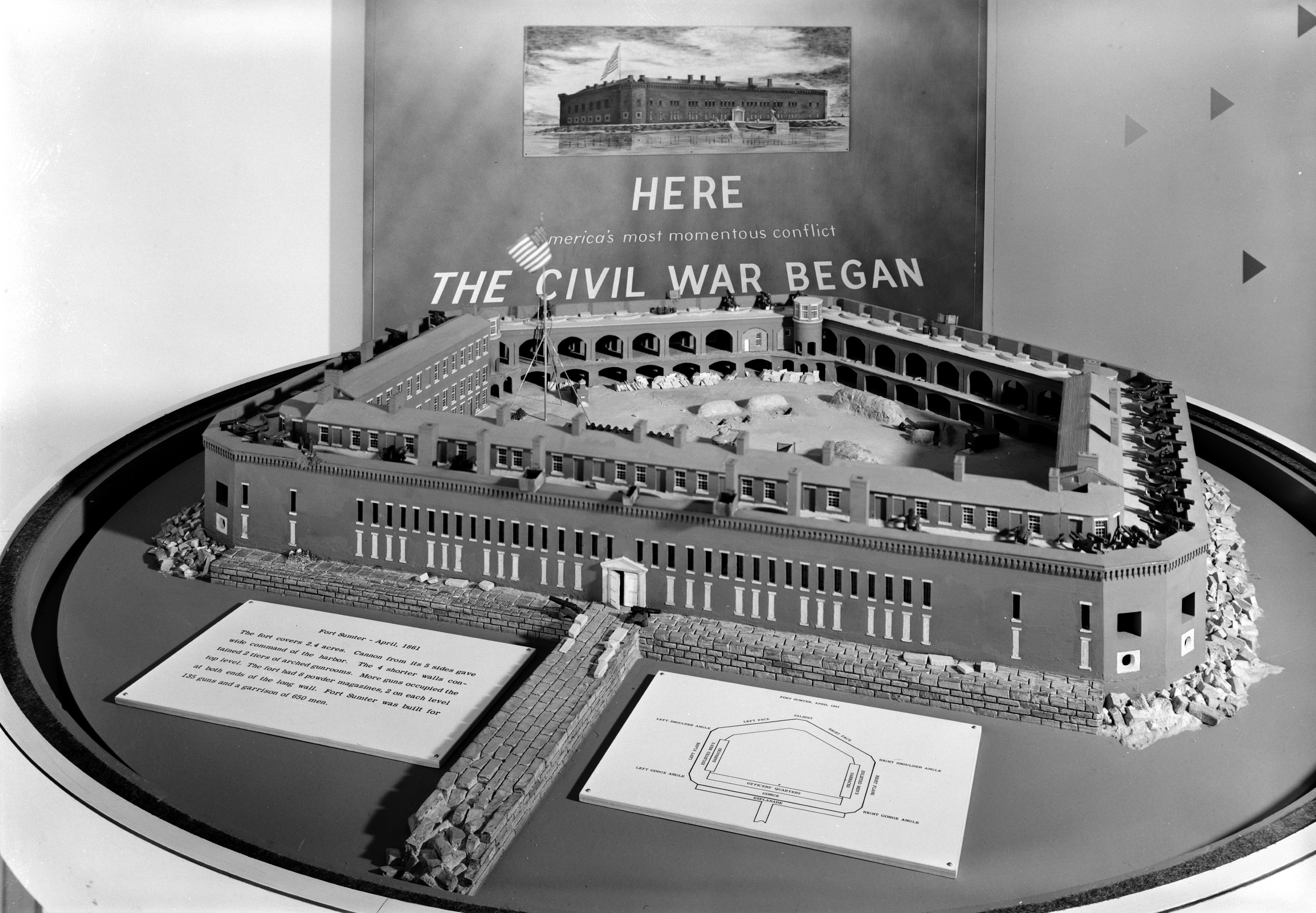
Fort Sumter model
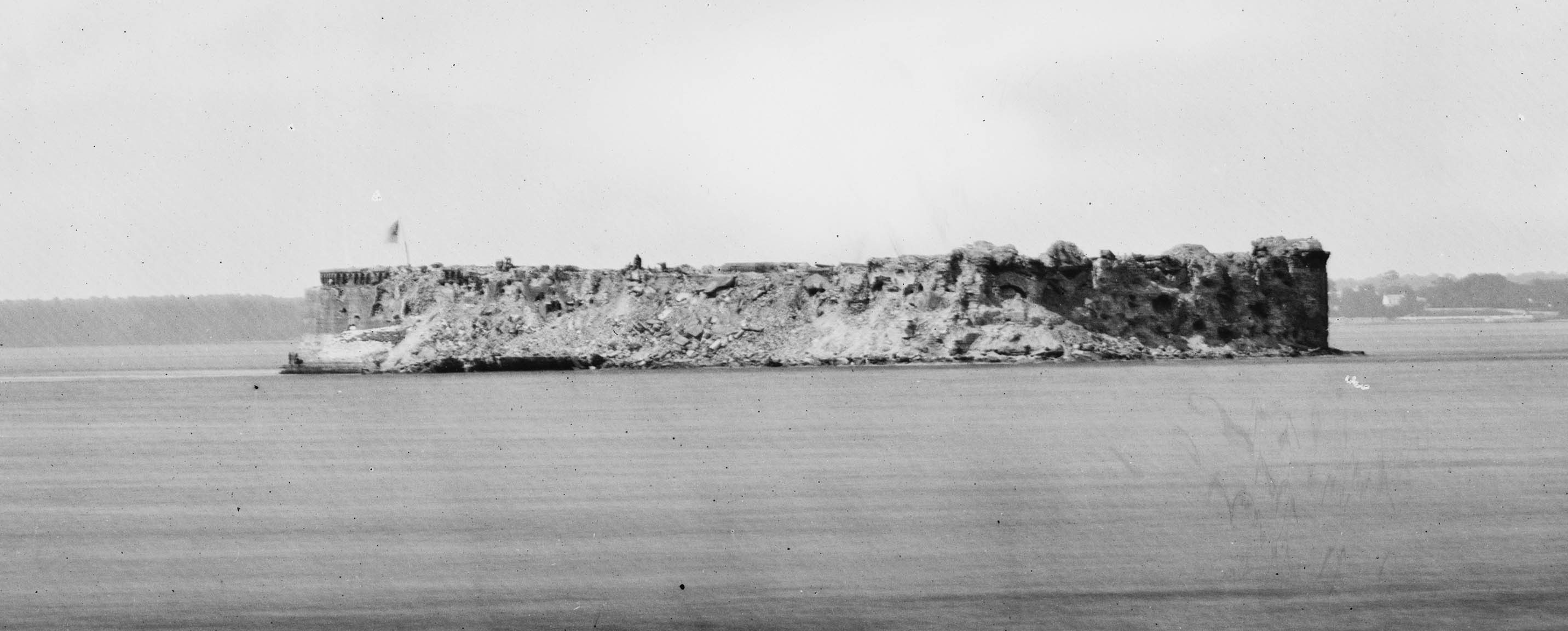
Fort Sumter 1865
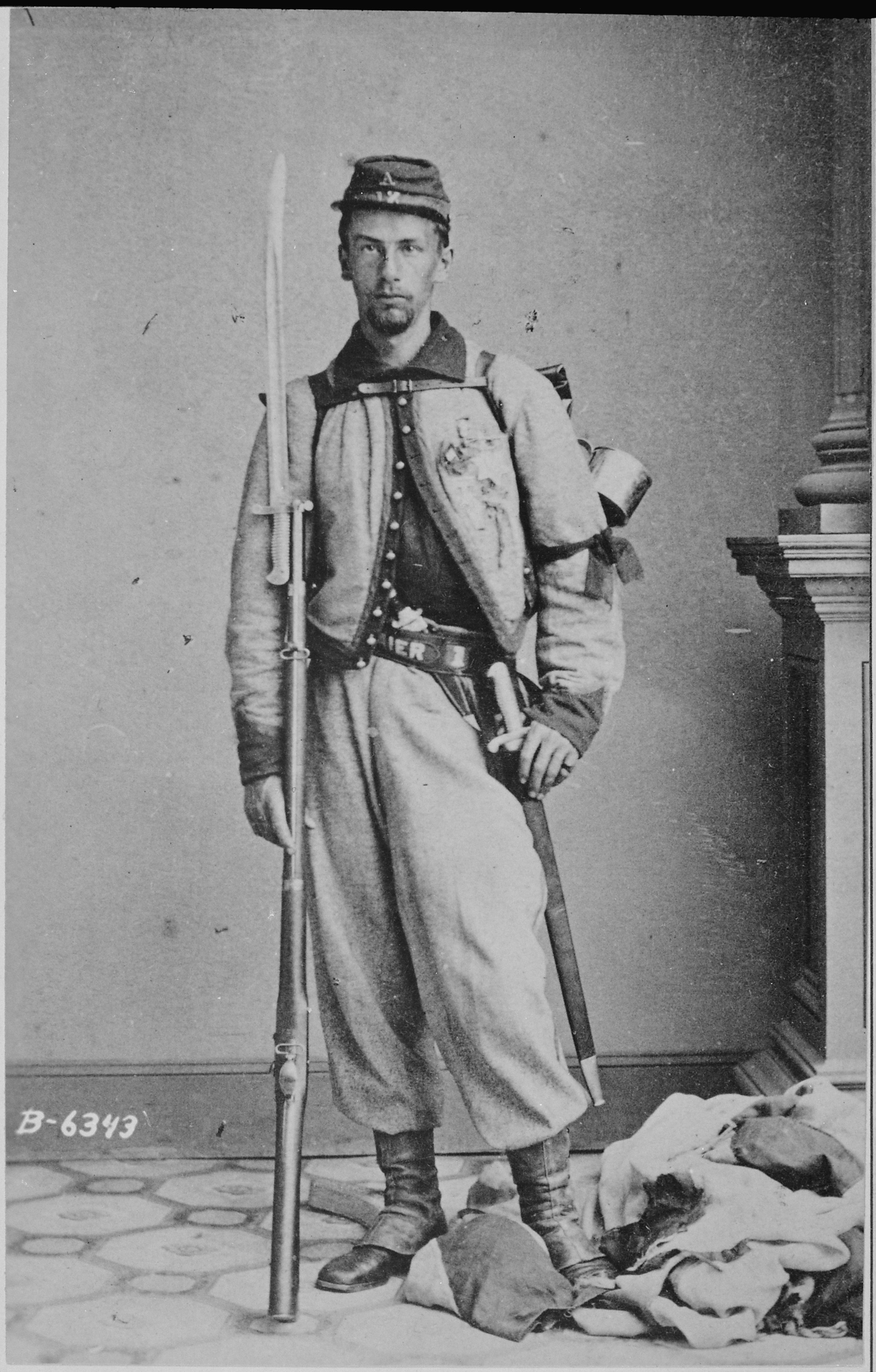
Infanterist
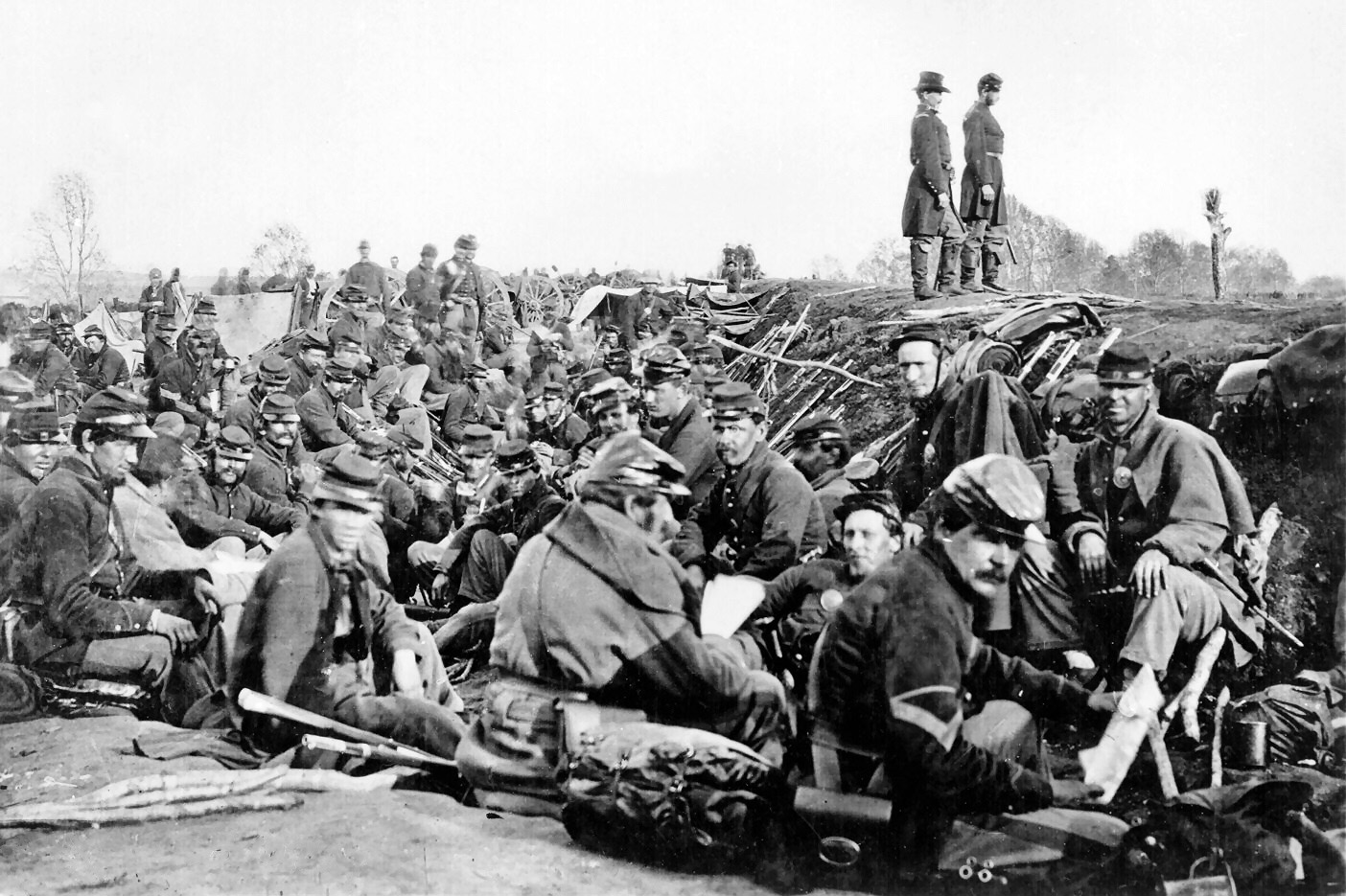
Soldaten van de Unie langs de Rappahannockrivier in Fredericksburg bij de slag om Chancellorsville.
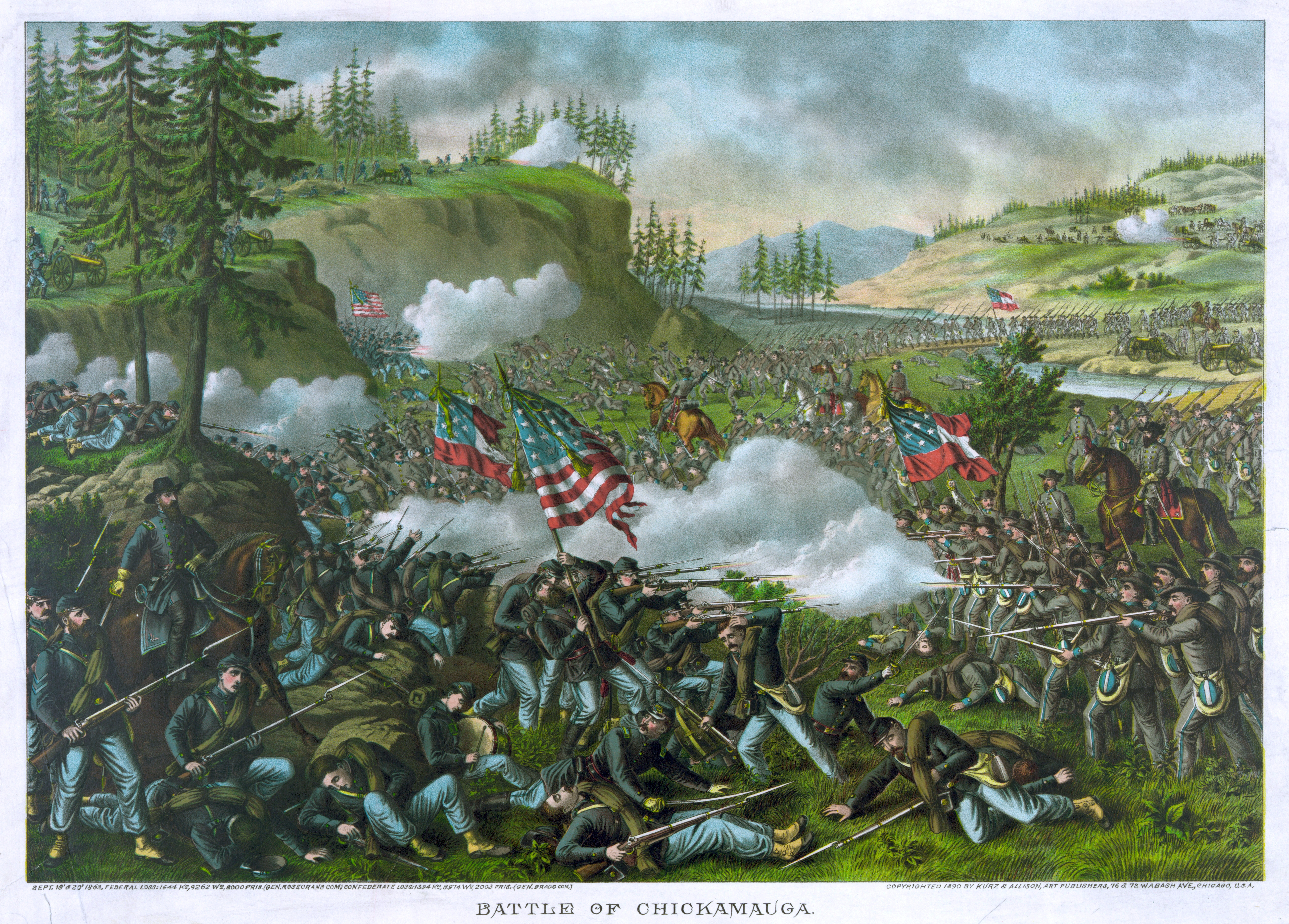
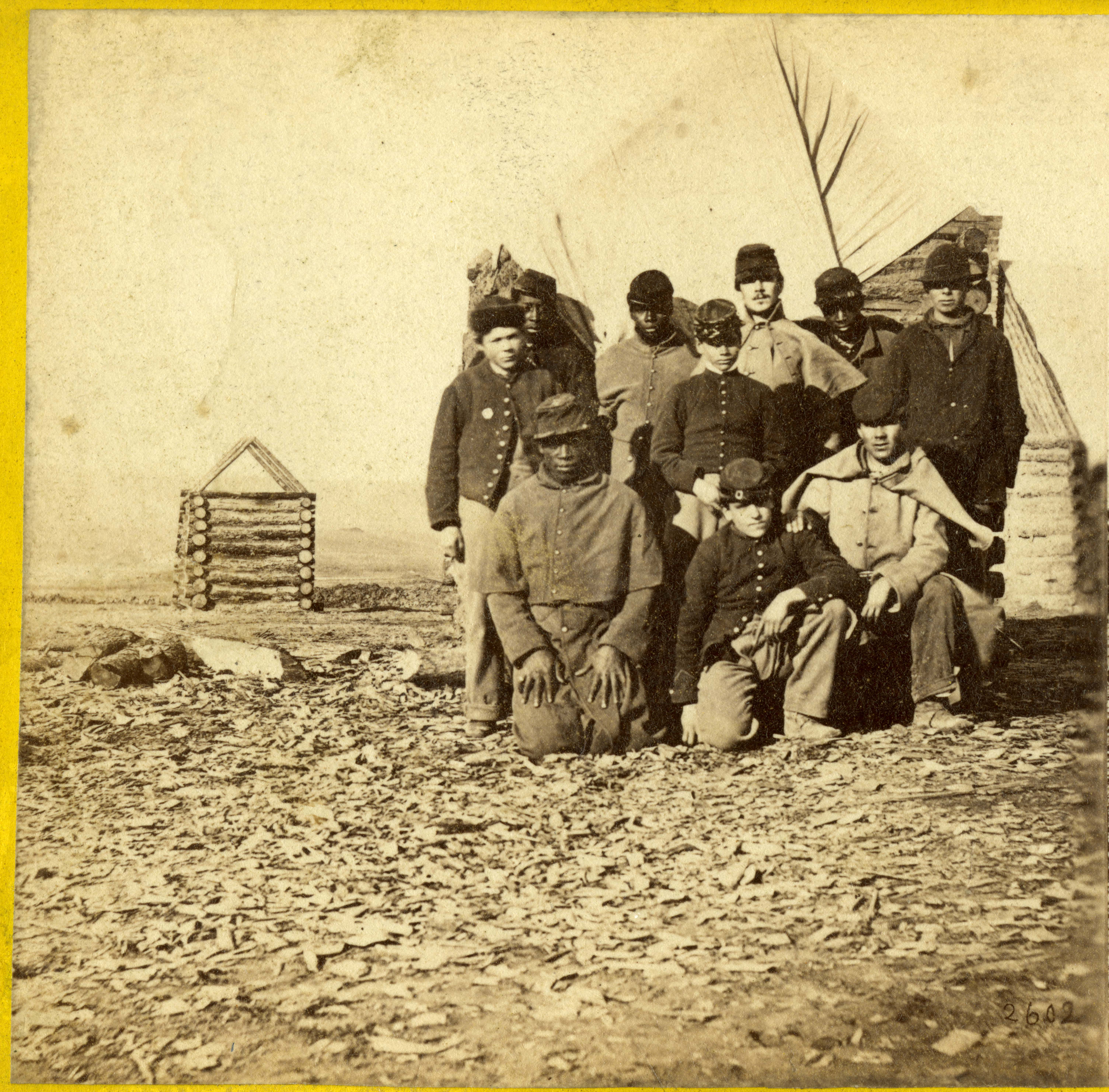

## Gevolgen

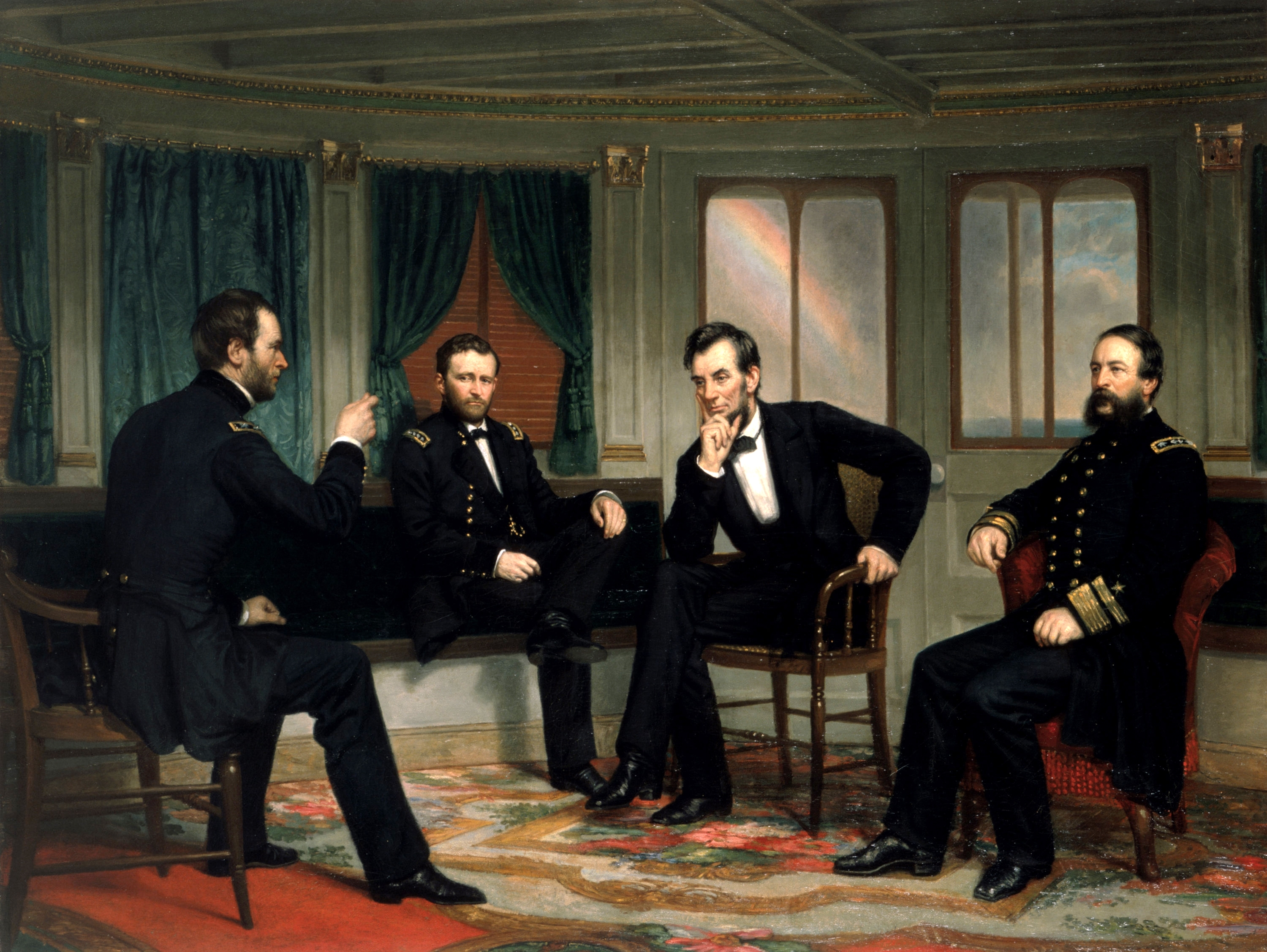
The Peacemakers, met v.l.n.r. William Tecumseh Sherman, Ulysses S. Grant, Abraham Lincoln en David Dixon Porter.

De gevolgen waren vreselijk op alle vlakken: sociaal-economisch was het Zuiden een ruïne. De strijd kostte het leven aan 360.000 Noorderlingen en aan 258.000 Zuiderlingen. De verwoesting zou een haat creëren die een eeuw later nog voelbaar was. Dat de oorlog voor een cesuur in de geschiedenis van het Zuiden zorgde, bewijst de naamgeving van het 'antebellum' als periode. De Latijnse term betekent 'voor de oorlog' en romantiseert de majestueuze plantages, hun welvarende en verfijnde levenswijze, in de twintigste eeuw bejubeld in de roman Gone with the Wind van Margaret Mitchell.

### Heropbouw van het Zuiden
Het was Lincolns bedoeling om met de bezetting het verwoeste Zuiden weer op te bouwen en de kloof te dichten. Hij noemde dit de Reconstructie. Na de moord op Lincoln liep die onder president Andrew Johnson vast. De bezettingsmacht probeerde een democratisch bestuur met gelijke rechten voor de voormalige slaven. Noordelijke ondernemers en idealistische onderwijzers werden als 'carpetbaggers' gewantrouwd en gehaat door de Zuidelijke blanken met het succes van de Ku Klux Klan als gevolg. Men deelt de geschiedenis van heropbouw in drie fasen in:
- De 'Presidential Reconstruction' tussen 1865 en 1866 waarbij de president de Zuidelijke Staten overtuigt zich opnieuw aan te sluiten bij de Unie;
- De 'Radical Reconstruction' van 1866 tot 1873, waarbij het congres voor het veertiende en vijftiende amendement stemde en de ex-slaven burgerrechten en stemrecht gaf. De 'Military Reconstruction Act' van 1867 deelde het Zuiden op in vijf districten, bestuurd door een generaal. De staten in deze districten nam de Unie op in 1868 en 1870.
- De 'Redemption' tussen 1873 en 1877, als de extreem racistische zuiderlingen opnieuw controle krijgen over hun Zuiden en er de Republikeinen verslaan. Na tien jaar grepen de Zuidelijke Staten de controverse rond de presidentsverkiezing van Rutherford Hayes aan om van de Reconstructie af te komen en de democratisering terug te draaien.

### De verhouding Noord-Zuid
De oorlog had ingrijpende gevolgen voor Amerika. Nu nog voelen zuiderlingen zich benadeeld door de opgelegde Reconstructie na de slavenvrijheid. De vooroorlogse tegenstellingen werden niet opgelost maar afgelost door nieuwe variaties. Het politieke, economische en industriële zwaartepunt van het land bleef in het Noorden. De Noordelijke trek van blanken en zwarten bleef. Aanvankelijk trokken ze naar de slachthuizen van Chicago om er te werken in de verwerkende vee-industrie in het cowboy-tijdperk van 1870 tot 1900, later zwierven ze richting Detroit voor de automobielindustrie. Californië en New York trokken eveneens mensen aan. De Zuidelijke Staten raakten in verval of bleven steken in de agrarische economie die de welvaart oneerlijk bleef verdelen. Plantage-eigenaren gingen failliet uit onvermogen om over te stappen op werk zonder slaven. Tegelijk raakten steden in verval. Verrezen in het Noorden gebouwen van steen en later staal, in het Zuiden werd alles haastig opgetrokken uit hout dat te lijden had van weer en wind, omdat onderhoud onbetaalbaar was. Atlanta, dat was verwoest door Sherman, werd herbouwd maar gleed af tot een gehucht. New Orleans behield als havenstad wat grandeur, Richmond werd mijnwerkershoofdstad en niet de wereldstad van voorheen. In Texas gingen zaken beter toen men er olie vond. De rechten van de deelstaten, waar het Zuiden zo op hamerde, maakten plaats voor federale macht met de ratificatie van het twaalfde amendement in 1865 en met een amendement over de federale inkomstenbelasting in 1916. De afgenomen invloed werd weerspiegeld in het Congres en het Witte Huis – bijna tachtig jaar lang kwamen alle prominenten uit het Noorden of Westen. De Verenigde Staten waren veranderd van een statenbond in een bondsstaat.

### De verhouding blank-zwart

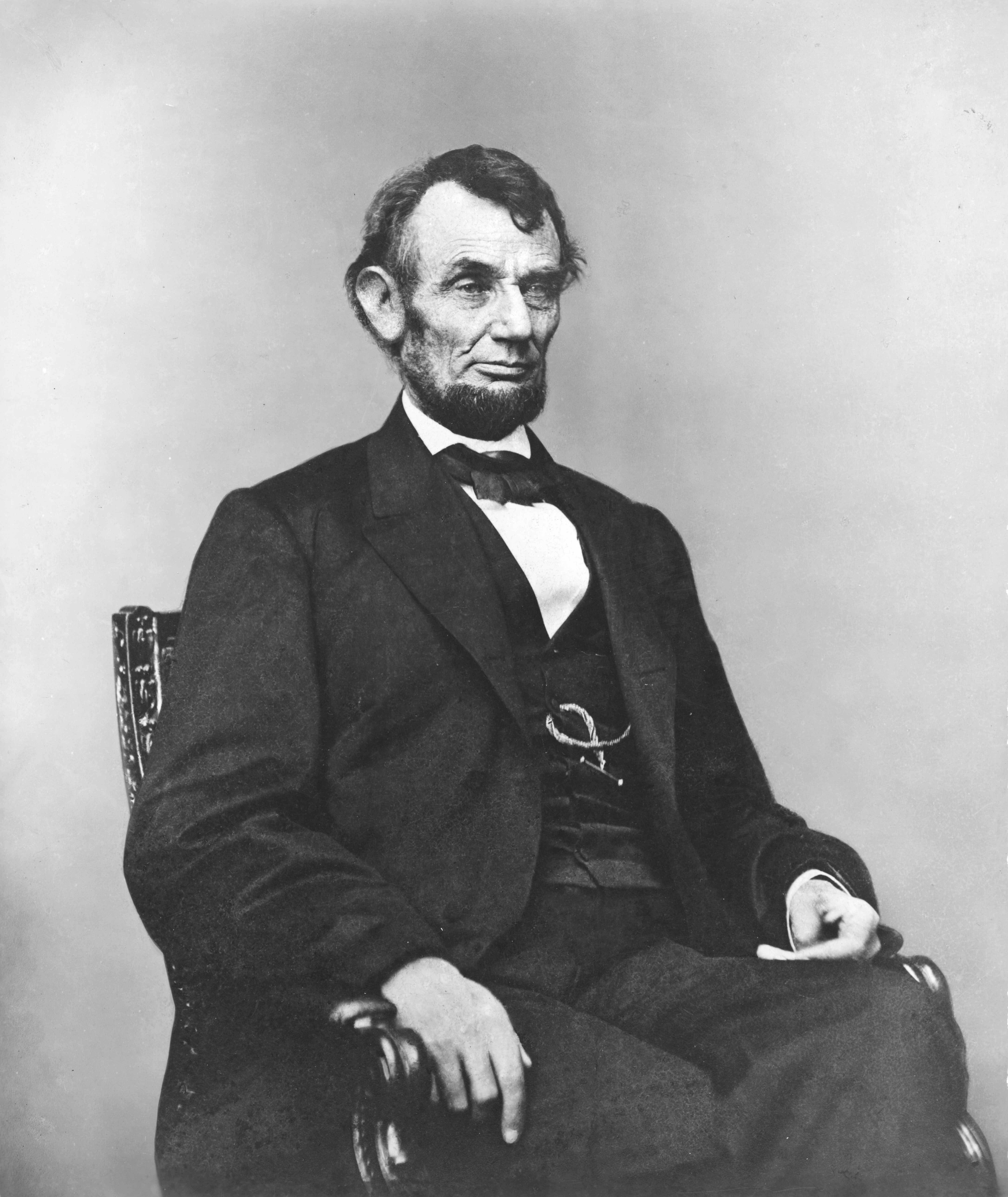
Lincoln was geen abolitionist. Hij was tegen slavernij maar niet voor een directe afschaffing, zoals de abolitionisten, die een deel van zijn aanhangers vormden. Er werd door de abolitionisten op aangedrongen, maar tot 1864 toen een voorstel tot het 13e amendement op de Grondwet werd aangenomen door de Republikeinse partij wees hij hun verzoeken af.

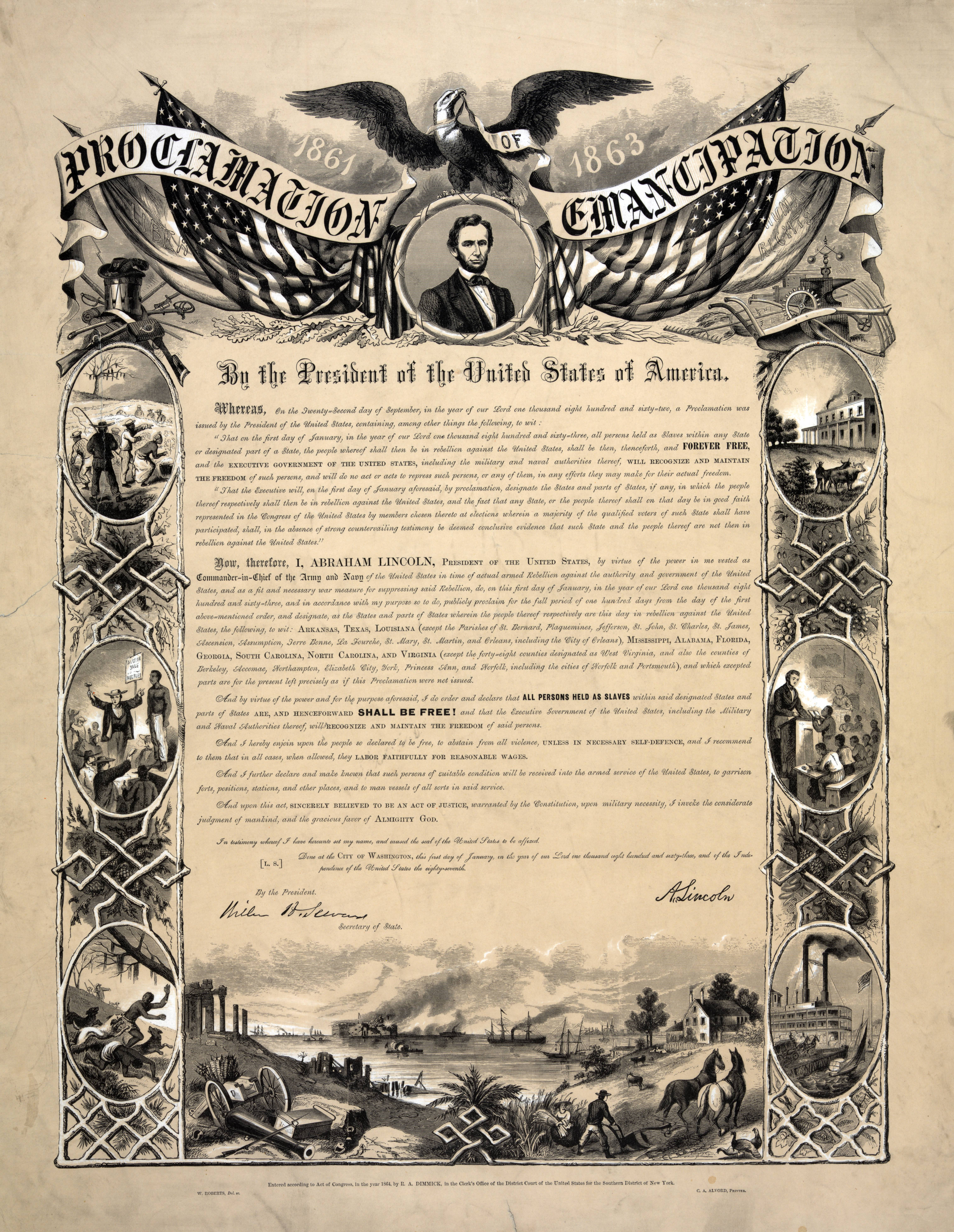
Hét argument voor de afschaffing van de slavernij werd het in beslag nemen van vijandelijke middelen uit militaire noodzaak.

Na de burgeroorlog namen het Congres en de staten het 13e amendement op de Grondwet aan met de afschaffing van de slavernij. Hoewel zwarten niet langer gedwongen konden worden om arbeid te verrichten, werd hen niet toegestaan om onderdeel te worden van de maatschappij in het Zuiden. Hun dagelijkse leven werd moeilijker dan voor de oorlog: zwarten mochten geen contact hebben met blanken en mochten alleen voor blanken werken. Ze werden tegengehouden om politiek te spreken en te stemmen door de stembusbelasting en later, toen dit ongrondwettelijk werd, door de discriminerende 'Jim Crow-wetgeving'. Dit stelsel breidde de raciale segregatie uit in het Zuiden waarbij de twee "rassen" apart leefden: apart in restaurants en later in bussen, verschillende toiletten, drinkfonteintjes, liften, winkels, scholen, woonwijken. Deze situatie duurde tot de jaren 1960, toen alles verbazingwekkend veranderde. In dat decennium kwam de Civil Rights Movement op gang en begonnen een economische verjonging en de opbloei van het gebied gedreven door de economie van de tijd. Lyndon B. Johnson werd de eerste Zuidelijke president in bijna honderd jaar. De daaropvolgende verandering duurde tot ongeveer 1985. Hoewel in het Zuiden discriminatie regelmatig voorkomt, is het niveau tegenwoordig vergelijkbaar met de rest van het land. Ook de Ku Klux Klan is op zijn retour in het Zuiden. Texas, Virginia, Tennessee, Florida en Georgia behoren tot de rijkere staten, Atlanta is een wereldstad en thuisbasis van Coca-Cola en CNN. Sinds 1964 waren er meer Zuidelijke presidenten dan uit andere regio's.

### Abraham Lincoln
Zowel publiek als privaat liet Lincoln weten slavernij immoreel te vinden, maar hij vond ook dat er zonder grondwetswijzigingen weinig aan te doen was. Afschaffen van de slavernij was een politiek vraagstuk. Al voor de oorlog had Lincoln in een toespraak gesteld dat de Unie volgens hem niet verdeeld kon blijven over het slavernijvraagstuk. Het Amerikaanse "verdeelde huis" ("House divided") kon niet in stand blijven. Het zou niet vallen, zo stelde hij, maar het zou wel ophouden verdeeld te zijn en geheel slavenhoudend dan wel geheel vrij worden. Voor waar het de Burgeroorlog betrof, was Lincolns doel om de Unie te waarborgen en de zuidelijke rebellie te beëindigen. Afschaffen van de slavernij was geen militair doel toen de oorlog uitbrak, maar werd dat pas nadat Lincoln middels de Emancipatieproclamatie van 1862 de slaven in rebellerende staten "voor altijd vrij" verklaarde.
Binnen Lincolns Republikeinse partij waren drie stromingen:
1. De radicalen, die slaven wilden emanciperen,
2. De conservatieven die hoopten op een afschaffing omdat ze ervan overtuigd waren dat zwarten minderwaardig waren en dat hun aanwezigheid in Amerika niet wenselijk was. Hun streven naar de afschaffing koppelden ze aan hun terugkeer naar Afrika. De staat Liberia kent hierdoor zijn oorsprong.[12]
3. De gematigden zoals Lincoln die de slavernij verafschuwden maar beducht waren voor de gevolgen van de emancipatie. Lincolns kijk veranderde geleidelijk in 1862. Op 13 maart werd het vanuit militair oogpunt verboden om weglopers of "contrabands" terug te geven. Lincolns voorstel om de vrijlating van slaven te compenseren aan slavenhouders in de grensstaten werd afgewezen op 12 juli 1862. Hét argument voor de afschaffing van de slavernij werd het in beslag nemen van vijandelijke middelen uit militaire noodzaak. De vier miljoen slaven waren van belang voor de oorlogsvoering. We must free the slaves or be ourselves subdued, klonk het.[noot 3]

Ongewild werd Lincoln een icoon van het abolitionisme. Voor de bevrijde zwarten gold hij bijna als een heilige. Dit werd versterkt door zijn wederopbouwplan en de herintegratie (Reconstruction) van het Zuiden. Het feit dat hij (acht maanden voor de ratificatie van zijn amendement) vermoord werd, werkte het beeld van de visionaire president in de hand.

## Chronologie van de nasleep

### 1866
- april 1866: Het congres stemt voor de 'Civil Rights Act' als reactie op de 'Black Codes' van het Zuiden.
- mei 1866: Veteranen richten de Ku Klux Klan op.
- De zogeheten 'Black Codes' in het Zuiden blijven de rechten van de voormalige slaven beknotten.

### 1867
- Als reactie op de 'Black Codes' reageert de regering met de 'Reconstruction Acts' die de Zuidelijke staten onder militair bestuur plaatst en hen dwingt de rechten toe te kennen aan de zwarten.

### 1868
- Het veertiende amendement kent burgerrechten toe aan slaven.

### 1870
- Het vijftiende amendement geeft voormalige slaven stemrecht.

### 1876
- De Jim Crow-wetten draaien de antidiscriminatiewetten van de reconstructie terug.

## Een nieuw type oorlog

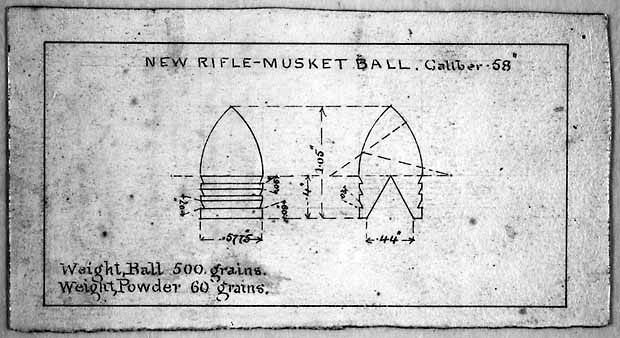
Ontwerp van de Minié-kogel, 1855

De betekenis van deze oorlog is niet alleen vanuit het sociaal-politieke perspectief van belang om zijn gevolgen. De burgeroorlog betekent ook een historisch keerpunt in militair-industrieel opzicht omdat hij de overgang markeert van een agrarische strijd, naar een industriële oorlog. In deze oorlog veranderde de technologie de tactiek.

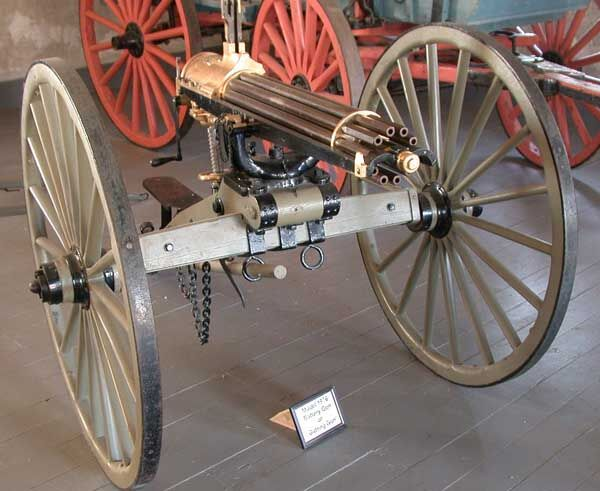
Gatling gun

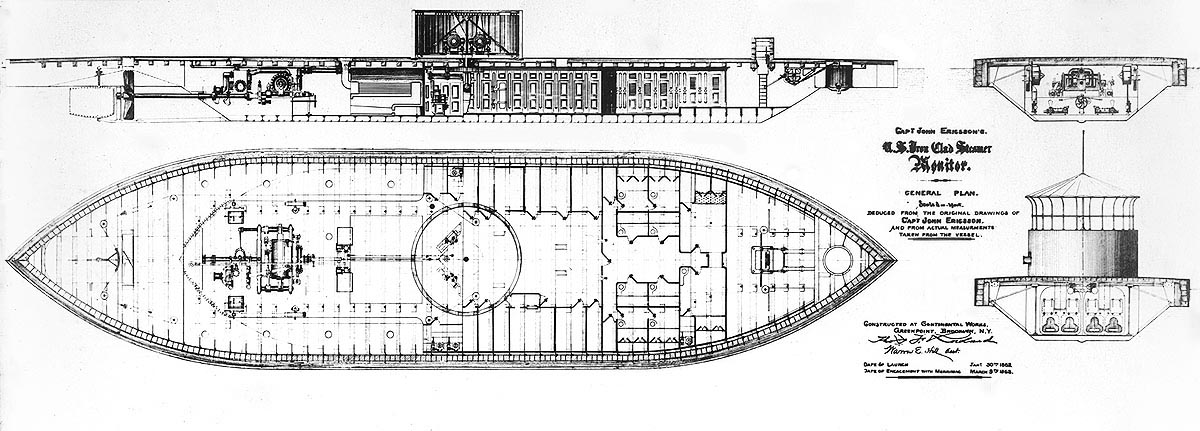
USSMonitor 1862

### Wapenconstructie
De wapenconstructie verbeterde de warmte-afvoer, het herladen en de precisie.
- In 1863 introduceerde de Unie de "Minié-kogel". Dit Frans kogeltype draaide en was dus stabieler en accurater.
- Fabrikanten zoals Colt en Winchester ontwierpen meerlader met tot vijftien patronen tegelijk. De confederale soldaten zeiden dat de Noordelijken op maandag konden laden en de hele week door konden blijven schieten.
- De Gatling gun was een voorloper van de mitrailleur.

De introductie van de trein liet toe om zware wapens snel te vervoeren. Bijzondere was de introductie van de Ironclads, de eerste ijzeren stoomslagschepen. Hoewel verschillende marines al experimenteerden met ijzeren schepen, waren de Amerikanen de eersten die stoommachines gebruikten voor de voortstuwing. Bekend is het Unie-schip de USS Monitor, een gepantserd schip met ijzer over een eikenhouten romp met de allereerste geschutskoepel. Dit schip leverde op 8 en 9 maart 1862 de eerste slag tussen twee ijzeren schepen met de CSS Virginia en won nipt. Hierdoor waren alle vloten ter wereld verouderd.

### Trein en telegraaf
De modernisering van de oorlog vond niet alleen plaats in directe strijd. Ook om het slagveld veranderde de context. Om de Eerste Slag bij Bull Run bij het begin van de oorlog (1861) te bereiken, marcheren de manschappen naar het slagveld en kwamen de officieren te paard. Huifkarren, paarden of muilezels voeren kanonnen met moeite aan. Later werden de zuidelijke spoorlijnen doelwit van Noordelijke troepen, wat de Zuidelijke legers langzamer maakte en vermoeide. Hun tegenstanders bleven fit dankzij de trein die rantsoenen, wapens, munitie en zware kanonnen transporteerde. Een neveneffect was dat het Noordelijke moreel tegen het einde van de oorlog redelijk bleef, zeker bij de legers van Grant en Sherman, terwijl het moreel van de Zuidelijken na 1863 afbrokkelde. Een ander voordeel van de trein was dat gewonden betere medische zorg kregen: dokters konden makkelijker hun richting uitkomen, gekwetsten raakten sneller afgevoerd. Daarnaast maakte de telegraaf een planning op afstand mogelijk. Deed Grant iets, dan wist Lincoln het de volgende dag. Naast de militaire berichten rapporteerden journalisten: voor het eerst wist men dagelijks wat er gebeurde en wie er sneuvelde.

### Oorlog in steden
Een andere nieuwe ontwikkeling was de komst van de guerrillamilities zoals de Zuidelijke Bushwhackers en de Noordelijke Jayhawkers én de oorlog in de stad: hoewel steden eerder belegerd werden, werden in de burgeroorlog voor het eerst steden gebombardeerd en vonden er gevechten plaats. De schaal zou in de Eerste Wereldoorlog vergroten. De stadsoorlog was een gevolg van de "totale oorlog" van Grant en Sherman. Militair had het Noorden gewonnen, maar het Zuiden gaf niet op. Niet alleen de militaire macht van de tegenstander moest breken, maar alles wat die macht in stand hield: infrastructuur, steden en de burger. In de burgeroorlog terroriseerde men voor het eerst massaal burgers om de vijand tot overgave te dwingen. De tactiek is sindsdien verboden door de Conventie van Genève.

War is cruel and it cannot be refined
— William T. Sherman

## Herinneringen

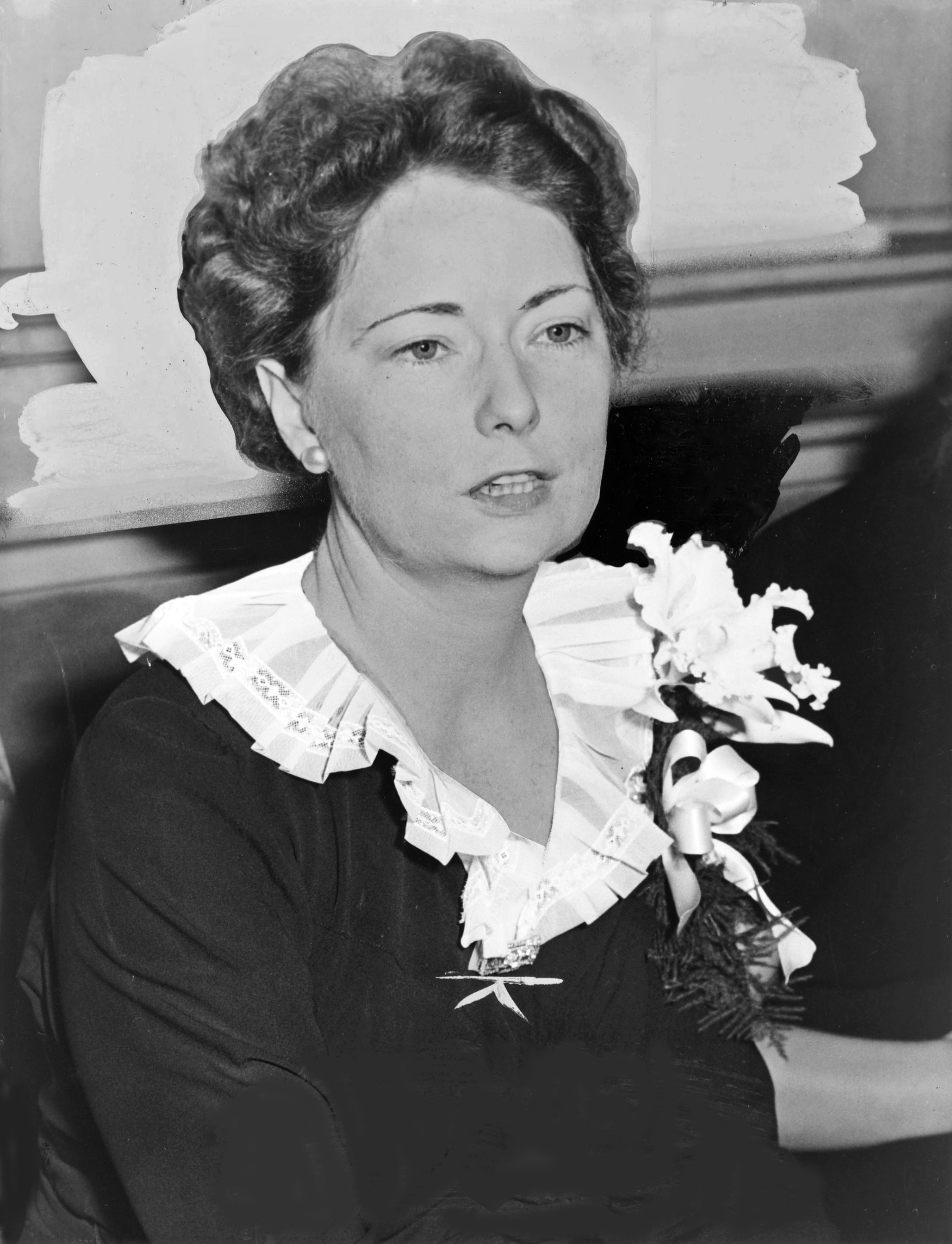
Journaliste Margaret Mitchell (1900–1949) schreef een roman over de burgeroorlog, Gone with the Wind en won er de 'National Book Award' voor in 1936 en de Pulitzerprijs voor fictie in 1937.

### Monumenten
- Het African American Civil War Memorial in Washington D.C., huldigt 209.145 Afrikaans-Amerikaanse soldaten en matrozen die vochten voor de Unie.

### Laatste overlevenden
De laatst overlevende unie-veteraan, Albert Woolson, stierf op 2 augustus 1956 op 109-jarige leeftijd en de laatste geconfedereerde-veteraan, John Salling, overleed op 112-jarige leeftijd op 16 maart 1958. Mogelijk is Confederatie-strijder Walter W. Williams de allerlaatst gestorven veteraan. Hij werd geboren op 14 november 1842 in Itawamba County, Mississippi en stierf als 117-jarige op 19 december 1959.

### Auteurs en tijdgenoten
- Walt Whitman (1819-1892)
- Herman Melville (1819-1891)
- Mark Twain (1835-1910)
- Henry James (1843-1916)
- Edgar van Westphalen, de jongste broer van Jenny (de vrouw van Karl Marx) emigreerde naar de VS en streed tot verwondering van Marx en zijn vrouw aan de zijde van de confederatie.[14]

### Muziek
- When Johnny comes marching home is een lied van Patrick Gilmore met als thema het verlangen naar de terugkeer van vrienden en familie uit de oorlog. De melodie wordt onder meer gebruikt bij The Ants Go Marching One By One.
- De folktraditional The Yellow Rose of Texas (ca. 1836-1858) werd populair tijdens de oorlog, vooral onder de cavalerie.

### Hedendaagse cultuur
- Gejaagd door de wind is een boek van Margaret Mitchell uit 1936.
- Gone with the Wind is de Amerikaanse film uit 1939 onder regie van Victor Fleming. Het is een verfilming van het gelijknamige boek.
- North and South is een miniserie uit 1985 gebaseerd op de bestseller trilogie van John Jakes.
- De Blauwbloezen is een humoristische stripreeks van Louis Salvérius en Raoul Cauvin met meestal een historisch correcte achtergrond.
- North & South is een strategie- en actiespel voor onder meer de Atari ST. Het spel uit 1989 is gebaseerd op de strip De Blauwbloezen.

. 

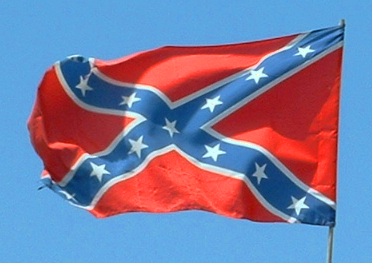
De laatste versie van de vlag van de Geconfedereerde Staten zoals die werd gevoerd ten tijde van de Zuidelijke capitulatie

- De Amerikaanse Burgeroorlog en de naweeën ervan vormen ook een veel gebruikt decor of de setting van epische verhalen en films in het western-genre, hoewel sommige verhalen zich afspelen ten tijde van de eerdere Mexicaans-Amerikaanse Oorlog (1846-1848). De periode in de Amerikaanse geschiedenis die ook wel aangeduid wordt als het Wilde Westen duurde tot ongeveer 1900.
- De laatste versie van de vlag van de Confederates bleef na de Amerikaanse Burgeroorlog een symbool van trots en ook van eigenzinnig verzet en ook rancune en revanchisme in het Zuiden, dat ook vaak werd gebruikt door de Ku Klux Klan, andere white supremacists en aanverwante activisten. Deze vlag wordt ook wel geassocieerd met segregatie en racisme en opgevat als een symbolische en recalcitrante provocatie tegen de constitutionele rassengelijkheid.[15]

### Militairen
P.G.T. Beauregard, Don Carlos Buell, Ambrose Burnside, David G. Farragut, Nathan Bedford Forrest, Josiah Gorgas, Ulysses S. Grant, John Bell Hood, Joseph Hooker, Thomas "Stonewall" Jackson, Robert E. Lee, James Longstreet, Daniel McCallum, George McClellan, George Meade, Winfield Scott, Robert G. Shaw, William T. Sherman, Philip Sheridan, J.E.B. Stuart.

### Veldslagen, campagnes en belegeringen
Antietam, 1e Bull Run, 2e Bull Run, Chancellorsville, Cold Harbor, Fort Donelson, Fort Henry, Fort Sumter, Fredericksburg, Gettysburg, Petersburg, Shiloh, Vicksburg, de Wildernis, Shermans Mars naar de Zee.

### Overig
Mason-Dixonlijn, Lijst van generaals in de Amerikaanse Burgeroorlog, Lijst van schepen van de Geconfedereerde Staten, Vlag van de Geconfedereerde Staten van Amerika, Frankrijk in de Amerikaanse Burgeroorlog, De Wet van Twintig Negers.